# Hiers-Brouage
Hiers-Brouage [jɛʁs bʁuaʒ] est une ancienne commune du Sud-Ouest de la France située dans le département de la Charente-Maritime en région Nouvelle-Aquitaine. Ses habitants sont appelés les Hiersois et Hiersoises, ou les Brouageais et Brouageaises. Le 1er janvier 2019, elle fusionne avec Marennes pour former la commune nouvelle de Marennes-Hiers-Brouage.
Les marais et la place forte de Brouage ont été admis dans le réseau des Grands Sites de France en 1989. La commune appartient également depuis 2011 au réseau « Villages de pierres et d'eau », label créé par le conseil départemental afin de promouvoir des sites exceptionnels présentant la particularité d'être situés au bord d'une étendue d'eau (mer, rivière, étang...).
La place forte de Brouage est un ancien port de commerce du sel du nom de Jacopolis-sur-Brouage devenu port de guerre catholique sous Henri III qui le renomme Brouage en 1578 pour concurrencer la place forte huguenote de La Rochelle. Brouage est aussi considérée comme étant peut-être la commune de naissance du géographe Samuel de Champlain qui a participé à la fondation et à la colonisation de la Nouvelle-France, et qui est le fondateur de la ville de Québec au Canada.

## Géographie

### Situation géographique

Position de Hiers-Brouage en Charente-Maritime.

La commune de Hiers-Brouage est située au centre-ouest du département de la Charente-Maritime, en région Nouvelle-Aquitaine.
Sur un plan plus général, la commune de Hiers-Brouage est située dans la partie Sud-Ouest de la France, au centre de la côte atlantique dont elle est riveraine, faisant partie du « Midi atlantique ».
Un peu en retrait de l'océan Atlantique, qui baignait le port de Brouage il y a encore trois siècles, Hiers le village chef-lieu de la commune se situe à environ 35 km au sud de La Rochelle et à 120 km au nord de Bordeaux.
Cette commune de l'ouest de la Saintonge n’est qu’à 6 km de Marennes, son chef-lieu de canton, à 11 km de Rochefort, sa sous-préfecture et à 25 km au nord de Royan et de l'estuaire de la Gironde
Port de guerre au bord de l’océan Atlantique jusqu'au début du XVIIIe siècle, la commune est aujourd’hui à l’intérieur des terres, entourée de marais. Hiers, le bourg ancien, et Brouage, la citadelle créée au XVIe siècle, ont eu une destinée historique liée depuis le début mais les deux communes n'ont effectivement fusionné que le 21 mars 1825.

### Lieux-dits
Outre le bourg de Hiers et la place forte de Brouage, seuls deux lieux-dits sont établis dans la commune : Erablais et Bellevue.

### Communes limitrophes
| Océan Atlantique      | Moëze            | Beaugeay           |
| Bourcefranc-le-Chapus | Hiers-Brouage    | Saint-Jean-d'Angle |
| Marennes              | Saint-Just-Luzac | Saint-Just-Luzac   |

### Relief
La commune possède une altitude générale proche du niveau de la mer avec des marais recouvrant la majeure partie du territoire. Seuls quelques points plus élevés, vestiges d'anciens îlots au Moyen Âge quand la mer recouvrait ces marais, permettent d'atteindre un point culminant de 26 mètres d'altitude.

### Géologie
Le bassin de Marennes est constitué des marais de Brouage qui occupent la partie évidée de l'anticlinal de calcaire argileux de Jonzac. Ces roches calcaires ont été formées au Crétacé. Ces roches se sont érodées jusqu'au Plio-quaternaire (époque du Pliocène et période du Quaternaire) où les dépôts sableux et vaseux flandriens ont peu à peu comblé la vallée, avec pour conséquence une avancée du rivage et un exhaussement irréversible des fonds. Le bilan sédimentaire dans le bassin est aujourd'hui toujours positif : les actions de dépôt l'emportent sur celles d'érosion.
Par ailleurs, un risque sismique léger concerne la commune qui est située non loin de la faille d'Oléron. Le 7 septembre 1972, le séisme d'Oléron d'une magnitude de 5,7 a produit quelques dégâts dans la région et a pu être ressenti jusqu'en région parisienne. Le dernier séisme ressenti en date, toujours sur cette faille, d'une magnitude de 4,7, a eu lieu le 18 avril 2005.

### Hydrographie
Les marais qui s'étendent sur 2 900 hectares représentent plus de 92 % du territoire communal. Ce sont d’anciens marais salants qui sont aujourd’hui principalement alimentés en eau douce.
Le canal de la Charente à la Seudre (dit de la Bridoire) traverse la commune au sud-est. Large de 6,5 m et profond de 2,5 m, ce canal, commencé vers 1700, a été mis en service en 1860 et permet de relier Rochefort au niveau de la Charente à Marennes au niveau de la Seudre.
Le havre de Brouage est un chenal qui délimite la commune au nord-est et permet de relier l’océan Atlantique au canal de la Charente à la Seudre grâce au prolongement assuré par le canal de Brouage (entrepris en 1782 et inauguré en 1807).
Le canal de Mérignac délimite quant à lui la commune au sud-ouest et relie également le canal de la Charente à la Seudre à l’océan Atlantique.
L'ensemble de ce réseau hydrographique constituant le bassin de Marennes permet d'évacuer une partie des crues de l'Arnoult et de la Charente.

### Climat
Le climat de la Charente-Maritime est essentiellement de type tempéré, mais en raison de l’influence du Gulf Stream, de l’anticyclone des Açores, et de l’effet modérateur de la mer, le département bénéficie d’un climat océanique, plus doux et plus chaud, appelé climat tempéré océanique.
Ce climat permet à la commune de Hiers-Brouage, pourtant située à un degré de latitude plus au nord que Montréal, au Québec, ou que les îles Kouriles en Russie, de bénéficier d’un taux d’ensoleillement moyen exceptionnel, proche de celui de la Côte d'Azur, sur la mer Méditerranée. L’ensoleillement y est le meilleur du littoral atlantique (2 250 heures de soleil par an), et la région est la deuxième région la plus ensoleillée de France. Les hivers y sont doux (quatre jours de neige par an), et la pluviométrie, modérée (755 mm] de pluie par an), est surtout concentrée sur les mois d’automne et d’hiver. À la belle saison, les températures sont adoucies par la brise de mer, due à l’inertie thermique de l’océan, et qui se traduit par un vent parfois soutenu qui souffle en provenance de la mer l’après-midi.

#### Données générales
| Ville             | Ensoleillement · (h/an) | Pluie · (mm/an) | Neige · (j/an) | Orage · (j/an) | Brouillard · (j/an) |
| ----------------- | ----------------------- | --------------- | -------------- | -------------- | ------------------- |
| Médiane nationale | 1 852                   | 835             | 16             | 25             | 50                  |
| Hiers-Brouage     | 2 250                   | 755             | 4              | 13             | 26                  |
| Paris             | 1 717                   | 634             | 13             | 20             | 26                  |
| Nice              | 2 760                   | 791             | 1              | 28             | 2                   |
| Strasbourg        | 1 747                   | 636             | 26             | 28             | 69                  |
| Brest             | 1 555                   | 1 230           | 6              | 12             | 78                  |
| Bordeaux          | 2 070                   | 987             | 3              | 32             | 78                  |

| Mois                        | Jan  | Fév  | Mar  | Avr  | Mai  | Jui  | Jui  | Aoû  | Sep  | Oct  | Nov  | Déc  | Année |
| Températures minimales (°C) | 3,4  | 4,0  | 5,4  | 7,4  | 10,7 | 13,7 | 15,8 | 15,7 | 13,7 | 10,5 | 6,3  | 3,9  | 9,2   |
| Températures maximales (°C) | 8,5  | 9,9  | 12,1 | 14,7 | 17,9 | 21,3 | 23,8 | 23,5 | 21,8 | 18,0 | 12,6 | 9,2  | 16,1  |
| Températures moyennes (°C)  | 5,9  | 6,9  | 8,7  | 11,1 | 14,3 | 17,5 | 19,8 | 19,6 | 17,8 | 14,2 | 9,4  | 6,6  | 12,7  |
| Ensoleillement (h)          | 84   | 111  | 174  | 212  | 239  | 272  | 305  | 277  | 218  | 167  | 107  | 85   | 2250  |
| Pluviométrie (mm)           | 82,5 | 66,1 | 57,0 | 52,7 | 61,1 | 42,9 | 35,1 | 46,4 | 56,5 | 81,6 | 91,8 | 81,8 | 755,3 |

#### Tempête de décembre 1999
La Charente-Maritime est le département français qui a été le plus durement touché par la tempête Martin du 27 décembre 1999. Les records nationaux de vents enregistrés ont été atteints avec 198 km/h sur l'île d'Oléron (à 10 km de Brouage) et 194 km/h à Royan (à 25 km). La mer déchaînée a provoqué des dégâts considérables sur les toitures des maisons et dans les chenaux ostréicoles.

## Toponymie
La Brouage était le nom d'un ancien bras de mer issu du comblement progressif de l'ancien golfe des Santons. Longtemps ouvert à la navigation, il s'étendait jusqu'à l'ancienne ville et châtellenie de Broue, dont seuls témoignent les ruines du donjon médiéval, la tour de Broue. L'accentuation du phénomène d'envasement conduisit à la transformation du bras de mer en marais-gâts, provoquant par là même la ruine de la place forte.
Le terme broue désigne également la vase bleutée que découvre la mer.

## Histoire

### Les origines

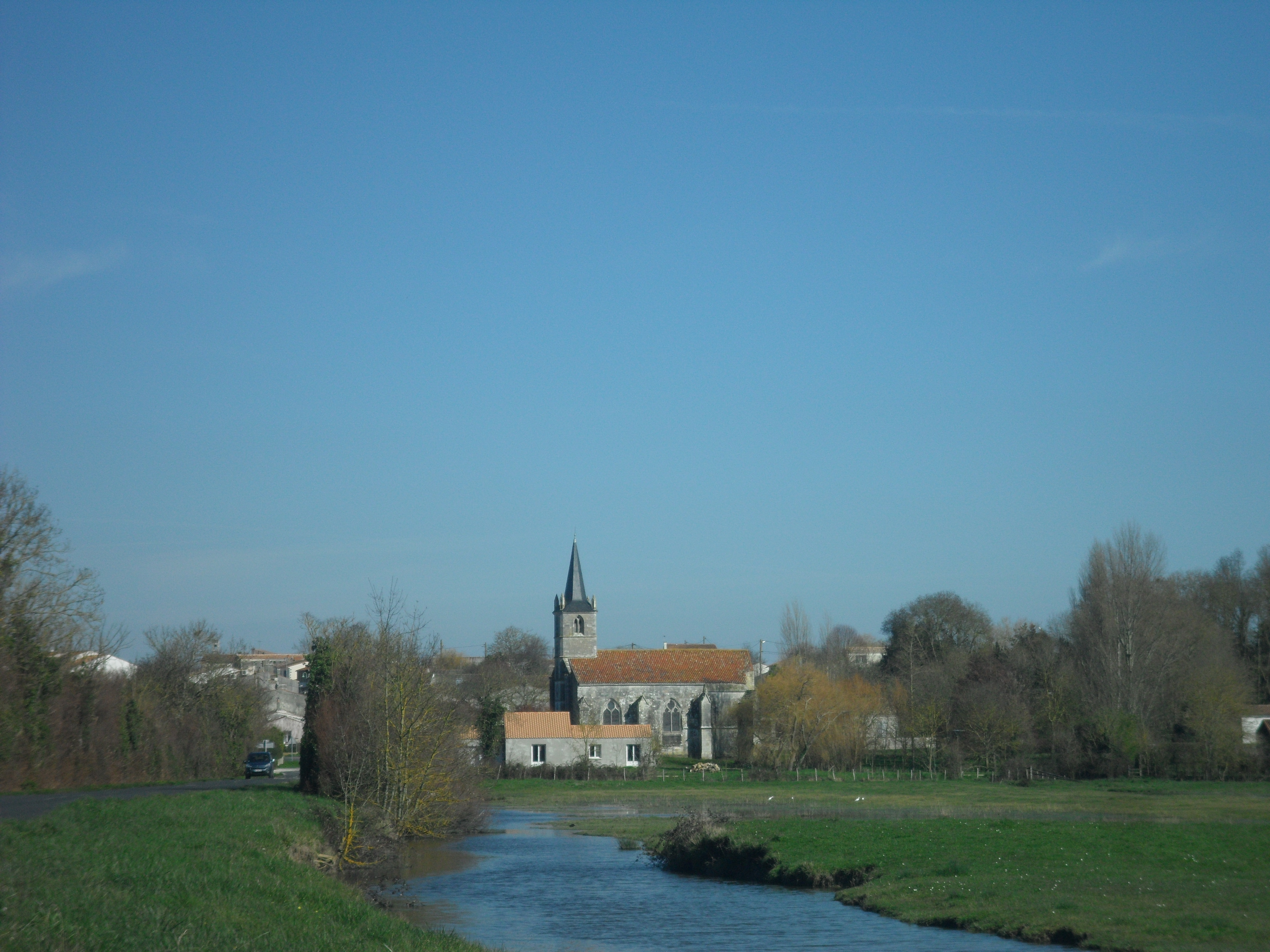
Le bourg de Hiers construit sur une ancienne île de l'archipel Santon.

L'église de Hiers est mentionnée au XIe siècle. Le village était à cette époque une île au milieu du golfe de Saintonge, golfe qui se comblera ensuite au fil des siècles pour n’être plus aujourd’hui qu’un marais. L'île fait partie d'un archipel avec d'autres îlots comme ceux de la Guilletterie, de Montboileau, de Fremailloux et d'Érablais. De par son altitude relativement élevée permettant de contrôler la navigation entre le continent et l'île d'Oléron, on construisit dès le XIe siècle un château et un prieuré qui dépendait de la seigneurie de Broue. Les moines de l'église Saint-Hilaire exploitent alors déjà le sel.

### Le port de commerce duXIVeauXVIesiècle
La cité eut d'abord une vocation commerciale, grâce à l'or blanc : le sel. À partir du XIVe siècle, le commerce du sel de Brouage prit une dimension internationale. Le port devint un des plus importants d'Europe pour le sel et faisait vivre tout un peuple (sauniers, mariniers, pêcheurs de morue, etc.) en rapportant des droits et des taxes au clergé et à la noblesse locale. Jusqu'à 200 bateaux pouvaient venir mouiller dans le port. La cité était alors un lieu d'approvisionnement en sel pour les pêcheurs de morue de Terre-Neuve.
Jacopolis (Brouage) fut fondée en 1555 par Jacques de Pons, seigneur de la châtellenie de Hiers, sur un ancien dépôt de lest formant des bombements de galets et de vase. Brouage était l'avant-port du village de Hiers, il est conçu tout d'abord sans intentions militaires mais pour être un centre de négoce. Dix ans après sa fondation, la cité reçoit la visite de Charles IX. Jacopolis-sur-Brouage, nom originel de la cité, devint ainsi riche et prospère.

### Le port de guerre duXVIesiècle

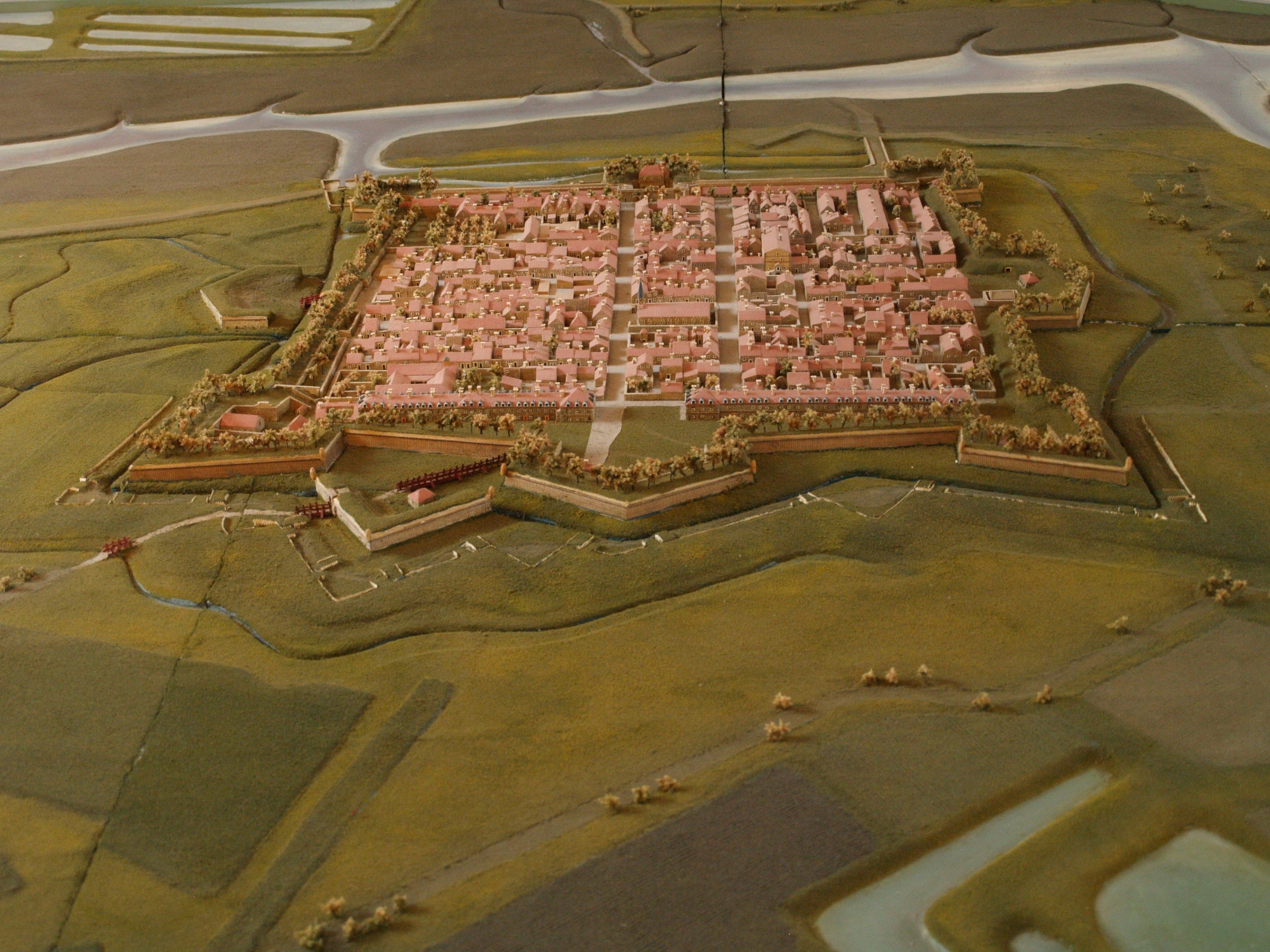
Place Forte de Brouage - maquette de Brouage au XVIIe siècle.

Pendant les guerres de religion, la ville est tour à tour prise par les catholiques et les huguenots. En 1576, lors de la sixième guerre de religion, le duc de Guise prit la ville afin de compléter l’encerclement de la place protestante de La Rochelle. Cette même année, Henri de Navarre, futur Henri IV, séjourna dans la place forte. 
En 1578, le roi Henri III décide que la ville, devenue trop importante, ne doit ni tomber aux mains des protestants ni dans celles des Anglais, et en fait une ville royale : elle devient un coffre-fort du pouvoir central. Le roi change également le nom de la ville, Jacopolis devient Brouage. 
En 1586, les Rochelais rendirent inutilisable le port de Brouage. Le prince de Condé fit couler 21 anciens navires de guerre pour bloquer le port et celui-ci ne fut d’ailleurs jamais totalement dégagé par la suite.
Sous Louis XIII, le gouverneur en titre de la cité était Jean Armand du Plessis, Cardinal de Richelieu. À cette époque, la ville comptait 4 000 habitants, quand La Rochelle en avait 20 000, et Brouage était toujours une place de négoce : on y trouvait de tout et la cité était très cosmopolite. Point stratégique, elle devint le cœur logistique de la machine de guerre royale pour conquérir La Rochelle. En 1628, Louis XIII visita le port. Entre 1630 et 1640, Richelieu ordonna la construction d’une nouvelle enceinte réalisée par Pierre de Conti, seigneur de la motte d'Argencourt. Le bourg de Hiers, de son côté, était devenu l'arrière-cour industrieuse de Brouage : c'est là qu'étaient installés tous les métiers du bâtiment (charpentiers, maçons…) de l'armurerie et de la marine. Certaines enseignes sculptées de l'époque sont encore visibles çà et là.
En 1653, Mazarin devint gouverneur de Brouage. En 1659 celui-ci y exila sa nièce, Marie Mancini pour l'éloigner du jeune Louis XIV qui la courtisait mais qui devait épouser pour des raisons politiques l'infante espagnole Marie-Thérèse d'Autriche (1638-1683).
En 1685, Vauban modernisa les bastions et les chemins de ronde.

### Brouage et la Nouvelle-France

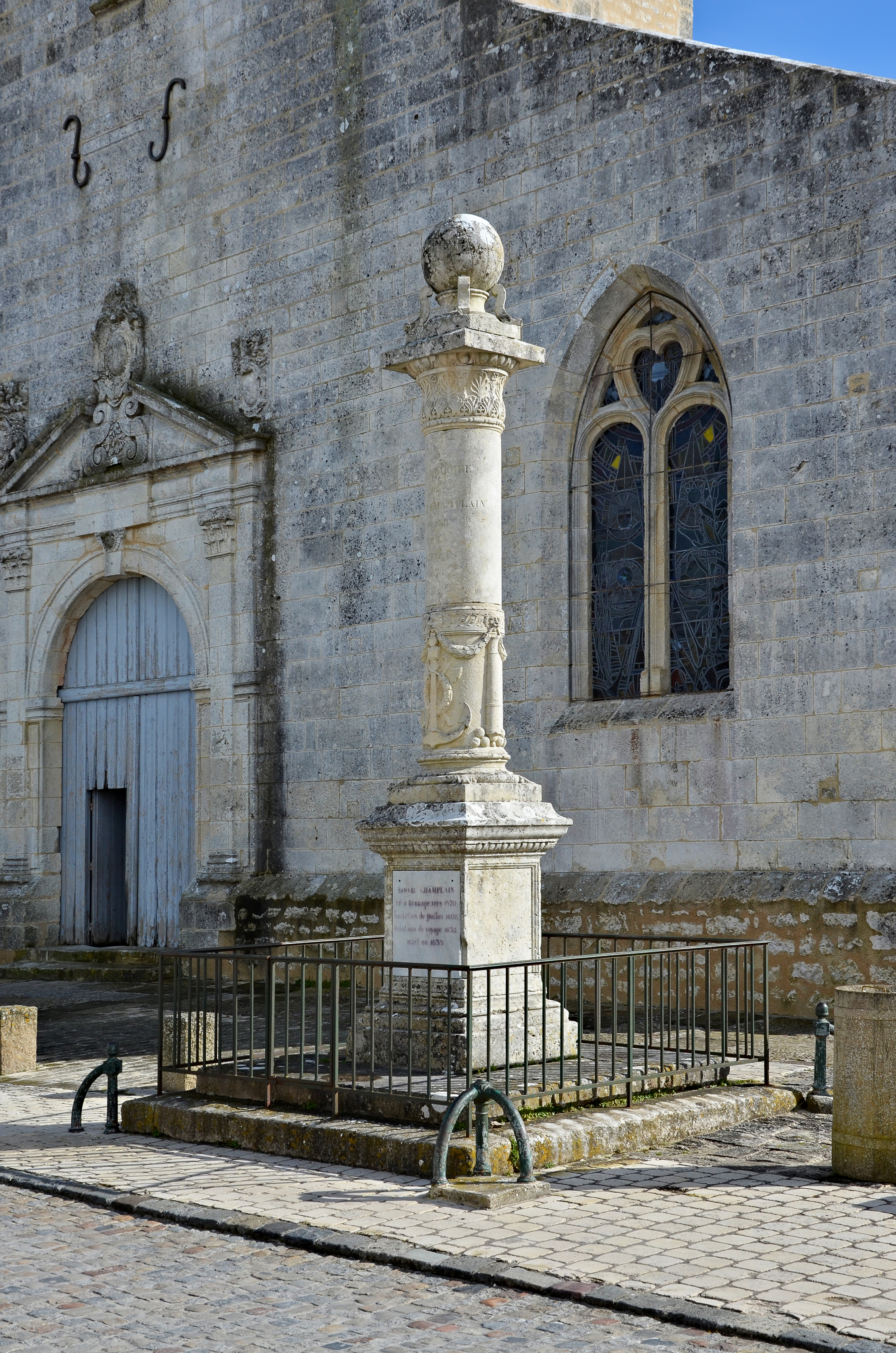
Monument à la mémoire de Champlain devant l'église de Brouage.

Né (peut-être) à Brouage entre 1567 et 1574 (selon les sources), Samuel de Champlain, explorateur et cartographe, partit pour la Nouvelle-France pour la première fois en 1603. Il réalisa par la suite 21 voyages en tout entre la France et la Nouvelle-France. Il fonda la ville de Québec en 1608. Il mourut à Québec le 25 décembre 1635 sans avoir fini les préparatifs de la fondation de Montréal qui n'aura lieu qu'en 1642.
Aujourd'hui, de nombreux éléments démontrent les liens forts qui unissent la ville de Brouage à celle de Québec : rue du Québec et Square du Nouveau-Brunswick à Brouage, rue de Brouage et statue de Champlain à Québec. Par ailleurs, l'église Saint-Pierre de Brouage a été restaurée avec des dons de la ville de Québec.
Par ailleurs le père Maxime Le Grelle (1906-1984), prêtre jésuite et écrivain belge a été nommé en 1970 curé de Brouage, il s’est installé à Hiers-Brouage et a restauré lui-même l’église de Brouage où huit vitraux illustrent l'histoire civile et religieuse de la Nouvelle-France. Il a beaucoup œuvré au rapprochement entre la Charente-Maritime et le Québec. Il a animé l'association France-Québec pendant plusieurs années et est à l’origine du jumelage entre les paroisses de Champlain et de Hiers-Brouage et de l'exposition « France-Canada » de 1973 consacrée aux origines de la Nouvelle-France. Par cette exposition, le père Le Grelle avait souhaité montrer « les liens historiques et religieux qui unissaient la France et le Canada ». Son ouvrage Brouage-Québec : foi de pionniers (1976), relatant la vie des aventuriers français du XVIIe siècle, en particulier Samuel Champlain et Pierre Dugua de Mons (originaires de Brouage), dans la fondation de la « Nouvelle France » est couronné par le prix Montcalm en 1977 et le prix Georges-Goyau (1978) de l'Académie française. « Rendre à Dugua de Mons l’hommage auquel il a droit ne porte aucunement ombrage à Champlain. Tout au contraire il est encourageant de voir la parfaite entente de ces deux hommes, l’un catholique et l’autre protestant, en vue de la création de Québec, cause qui leur tient à cœur autant à l’un qu’à l’autre. » a écrit Maxime Le Grelle.

### Le déclin
Le déclin de la très cosmopolite ville de Brouage commença vers le XVIIe siècle. En raison de la baisse du niveau de la mer et à défaut d'une rivière drainante, l'horizon maritime s'éloigna de plus en plus pour laisser place à une étendue de marais, rendant Brouage désœuvrée dans ses principales activités portuaires. L'ascension de la ville de Rochefort, ville voisine préférée par Louis XIV et Colbert, plongea Brouage dans l'oubli. Les marais salants furent abandonnés, la ville commença à tomber en ruine. De nombreux bâtiments disparurent. De fait, les constructions n'ont jamais occupé tout l'espace disponible à l'intérieur des remparts.
À la Révolution, la cité est le centre de détention de plusieurs centaines de suspects courant 1793, puis des prêtres réfractaires qui refusaient de jurer fidélité à la République, déportés aux pontons de Rochefort à partir de 1794.
En 1885, l'armée quitte définitivement Brouage.

### Le renouveau touristique
Le 29 août 1970, le gouvernement du Québec rendit hommage à Champlain en inaugurant un mémorial en son honneur devant sa maison natale.
Depuis 1980, de lourds travaux de restauration ont été entrepris pour la mise en valeur du site. La Halle aux Vivres de Brouage est aujourd'hui un centre européen d'architecture militaire.
En 2001, Diane Lemieux, ministre d'état à la culture du Québec, est venue à Brouage inaugurer un vitrail de l'église symbolisant les liens de son pays avec la cité saintongeaise.
À l'occasion du 400e anniversaire de la fondation de la ville de Québec par l'enfant du pays Samuel de Champlain, de nombreuses festivités ont été organisées à Brouage en 2004.
La Maison Champlain abritait depuis 2004 une exposition permanente dénommée Champlain, une aventure saintongeaise en Amérique. L'exposition interactive d'un coût de 2 210 500 euros a été financée conjointement par l'ambassade du Canada en France et par le conseil général de la Charente-Maritime. Depuis le dernier trimestre 2011, La Maison Champlain est fermée en vue d'une réaffectation.
En 2017, la place forte de Brouage est devenue la 156e commune française à décrocher le label Les Plus Beaux Villages de France, un classement sélectif puisque seulement 20 % des communes candidates y sont admises. Elle devient la cinquième ville honorée dans le département de la Charente-Maritime.
Le 1er janvier 2019, la commune fusionne avec Marennes pour former la commune nouvelle de Marennes-Hiers-Brouage dont la création est actée par un arrêté préfectoral du 27 novembre 2018.
| Blason | Blasonnement : Parti, le premier d'azur, à trois fleurs de lis d'or, 2 et 1 ; le deuxième de gueules, à un orle de chaînes d'or passées en croix et en sautoir, chargées en cœur d'une émeraude au naturel. Commentaires : Blason de Brouage. Tel que rapporté par Malte-Brun, dans la France illustrée (1883), où il signale également qu'il s'agit là d'une conjonction des armes de France et de Navarre. |

## Administration

### Liste des maires
| Période                                  | Période  | Identité         | Étiquette | Qualité                                 |
| ---------------------------------------- | -------- | ---------------- | --------- | --------------------------------------- |
| janvier 2019                             | En cours | Jean-Marie Petit | DVD       | Retraité Réélu pour le mandat 2020-2026 |
| Les données manquantes sont à compléter. |          |                  |           |                                         |

| Période                                  | Période | Identité             | Étiquette | Qualité  |
| ---------------------------------------- | ------- | -------------------- | --------- | -------- |
| Les données manquantes sont à compléter. |         |                      |           |          |
| avant 1988                               | ?       | Jean-Pierre Arnaud   |           |          |
| 2001                                     | 2008    | Jean-Pierre Martinet |           |          |
| 2008                                     | 2018    | Jean-Marie Petit     | DVD       | Retraité |

### Région
À la suite de la réforme administrative de 2014 ramenant le nombre de régions de France métropolitaine de 22 à 13, la commune appartient depuis le 1er janvier 2016 à la région Nouvelle-Aquitaine, dont le chef-lieu est Bordeaux. De 1972 au 31 décembre 2015, elle a appartenu à la région Poitou-Charentes, dont le chef-lieu était Poitiers.

### Intercommunalité
Hiers-Brouage fait partie, comme six autres communes proches de Marennes, de la communauté de communes du Bassin de Marennes qui correspond aux sept communes du canton de Marennes.
La commune participe également à divers regroupements communaux :
- syndicat départemental de construction et d'entretien de la voirie des communes de la Charente-Maritime ;
- syndicat départemental d'électrification et équipement rural ;
- syndicat des eaux de la Charente-Maritime ;
- syndicat intercommunal pour la démoustication ;
- syndicat mixte pour la restauration et l'animation du site de Brouage ;
- syndicat mixte pour l'informatisation communale en Charente-Maritime ;
- union des marais de la Charente-Maritime[16].

### Budget et fiscalité
Le budget municipal principal 2006 totalisait 285 000 € d'investissement et 455 000 € de fonctionnement.
La taxe d'habitation prélevée par la commune était en 2006 de 12,82 %, la taxe foncière sur les propriétés bâties était de 23,82 % et la taxe professionnelle de 19,79 %.

### Urbanisme
En 1999, 80,2 % des résidents de la commune étaient propriétaires de leurs logements (contre 63,2 % pour le département) et 14,2 % étaient locataires (contre 31,5 %).
Les deux villages de Hiers et Brouage sont constitués en très grande majorité de pavillons (99,3 % contre 80,6 % pour le département) qui sont pour la plupart des résidences principales (76,8 % contre 71,8 % pour le département). L'habitat est donc ici typiquement rural avec ses maisons anciennes (40 % datent d'avant 1949) et grandes (70,8 % ont quatre pièces et plus).

### Jumelage et coopération
Hiers-Brouage est jumelée avec :
 Champlain (Canada), depuis 1973.

## Démographie

### Évolution démographique
L'évolution du nombre d'habitants est connue à travers les recensements de la population effectués dans la commune depuis 1793. Pour les communes de moins de 10 000 habitants, une enquête de recensement portant sur toute la population est réalisée tous les cinq ans, les populations de référence des années intermédiaires étant quant à elles estimées par interpolation ou extrapolation. Pour la commune, le premier recensement exhaustif entrant dans le cadre du nouveau dispositif a été réalisé en 2004.

En 2016, la commune comptait 626 habitants, en évolution de −4,43 % par rapport à 2010 (Charente-Maritime : +4,04 %, France hors Mayotte : +2,11 %).
| 1793 | 1800 | 1806 | 1821 | 1831 | 1836 | 1841 | 1846 | 1851 |
| ---- | ---- | ---- | ---- | ---- | ---- | ---- | ---- | ---- |
| 391  | 413  | 326  | 372  | 764  | 804  | 778  | 901  | 760  |

| 1856 | 1861 | 1866 | 1872 | 1876 | 1881 | 1886 | 1891 | 1896 |
| ---- | ---- | ---- | ---- | ---- | ---- | ---- | ---- | ---- |
| 840  | 742  | 708  | 695  | 708  | 766  | 733  | 687  | 715  |

| 1901 | 1906 | 1911 | 1921 | 1926 | 1931 | 1936 | 1946 | 1954 |
| ---- | ---- | ---- | ---- | ---- | ---- | ---- | ---- | ---- |
| 668  | 663  | 639  | 534  | 550  | 546  | 560  | 514  | 500  |

| 1962 | 1968 | 1975 | 1982 | 1990 | 1999 | 2004 | 2006 | 2009 |
| ---- | ---- | ---- | ---- | ---- | ---- | ---- | ---- | ---- |
| 541  | 519  | 440  | 476  | 498  | 472  | 571  | 627  | 645  |

| 2014 | 2016 | - | - | - | - | - | - | - |
| ---- | ---- | - | - | - | - | - | - | - |
| 640  | 626  | - | - | - | - | - | - | - |

Si l'on excepte la fusion des communes de Hiers et Brouage en 1825 qui a apporté un accroissement virtuel de population, la lente désertification de la commune, entamée au XVIIIe siècle, s'est poursuivie jusqu'au XXe siècle. On peut cependant assister à un redressement démographique depuis quelques années à la suite du renouveau de la citadelle de Brouage apportant tourisme, commerces et artisanat local.

### Pyramide des âges
| Hommes | Classe d’âge | Femmes |
| ------ | ------------ | ------ |
| 0,0    | Avant 1904   | 0,0    |
| 10,5   | 1905-1924    | 10,6   |
| 16,8   | 1925–1939    | 20,1   |
| 22,3   | 1940-1954    | 19,7   |
| 23,2   | 1955-1969    | 19,7   |
| 14,5   | 1970-1984    | 14,6   |
| 12,7   | 1985-1999    | 15,4   |

| Hommes | Classe d’âge | Femmes |
| ------ | ------------ | ------ |
| 0,1    | Avant 1904   | 0,4    |
| 8,2    | 1905-1924    | 12,0   |
| 16,6   | 1925–1939    | 17,8   |
| 19,4   | 1940-1954    | 18,9   |
| 20,5   | 1955-1969    | 19,8   |
| 18,6   | 1970-1984    | 16,3   |
| 16,6   | 1985-1999    | 14,8   |

La pyramide des âges de la commune (figure de gauche) présente un déficit significatif des tranches d'âges les plus jeunes par rapport à la moyenne départementale (figure de droite). Cette pyramide met en évidence une population vieillissante avec prédominance des classes d'âge du baby-boom.

## Économie
Chaque année, ce sont 500 000 visiteurs du monde entier (avec une proportion notable de Québécois) qui viennent à Brouage. Le renouveau touristique de la place forte a permis l'implantation de nouveaux commerces (cafés, hôtels, restaurants, tabac-presse, boulangeries…) et d'un artisanat local développé. La commune fait partie du réseau ville et métiers d'art et le syndicat mixte pour la restauration et l'animation du site de Brouage a mis en place une vitrine des métiers d'art au sein même de la place forte. En 2007, près d'une trentaine d'artisans d'art étaient présents à Brouage.
On trouvait par ailleurs sur la commune deux entreprises de maçonnerie, une menuiserie, un peintre en bâtiment, un plombier et un garage pour la réparation automobile.
Un petit port de pêche le long d'un chenal permet à la commune de développer mytiliculture et ostréiculture : Hiers-Brouage est sur le bassin des huîtres de Marennes-Oléron.
Le taux de chômage sur la commune était de 11,8 % en 1999, supérieur au taux régional qui était de 11 %.

## Patrimoine et culture

### Patrimoine architectural
Les fortifications de Brouage furent élaborées par Robert de Chinon en 1575 et Pierre de Conti, sieur d'Argencourt remania l'enceinte en préservant le tracé de Robert de Chinon, classée monument historique en 1888. Pour tenir sur les marais, la place forte repose sur un plancher flottant de chêne couvert de trois rangées de dalles de pierres cramponnées de fer et supporté par des pieux enfoncés dans la vase et noyés de mortier de chaux.

#### Les remparts
Ils furent édifiés avec les plans du cartographe Charles Leber du Carlo entre 1628 et 1633, et renforcés en 1689. La face extérieure est en pierre de taille, le reste en moellons liés par un mortier sable-chaux. Le haut du rempart est lui fait de briques : souvent détruit lors des attaques par les boulets de canon qui tentaient de passer par-dessus, c'était plus rapide et moins coûteux de reconstruire uniquement le haut en brique ; en outre, lorsqu'un boulet frappe un rempart, les éclats sont moins dangereux s'il s'agit de brique que s'il s'agit de pierre. Les pierres des angles des bastions ont été cramponnées par des crochets de fer. Ils représentent une sorte de quadrilatère de 2 080 m de périmètre extérieur, renforcé de huit bastions, chacun surmonté de trois échauguettes. L'intérieur des remparts est constitué de pierres de lest sur lesquelles Jacopolis a été fondée.

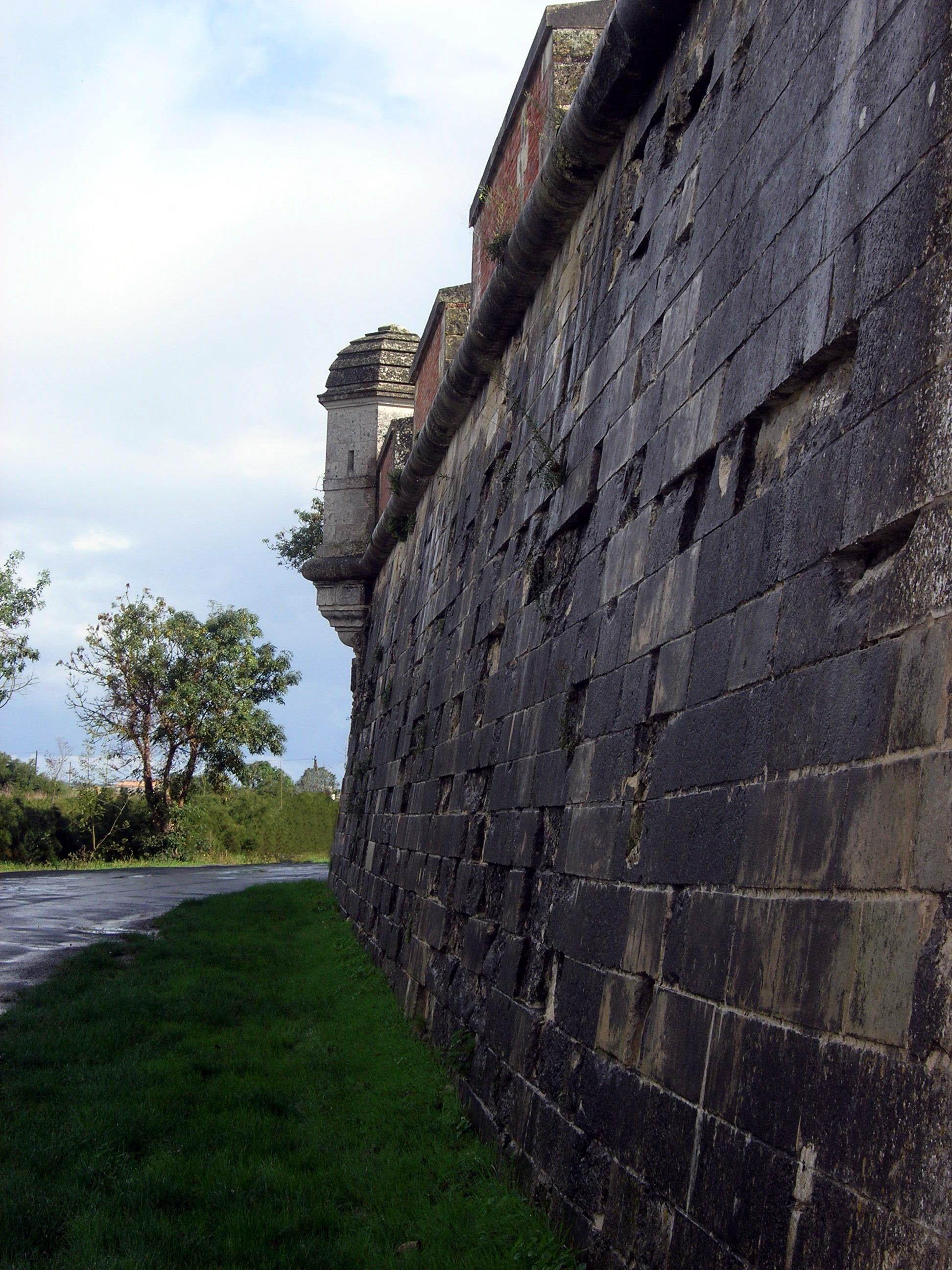
Remparts.
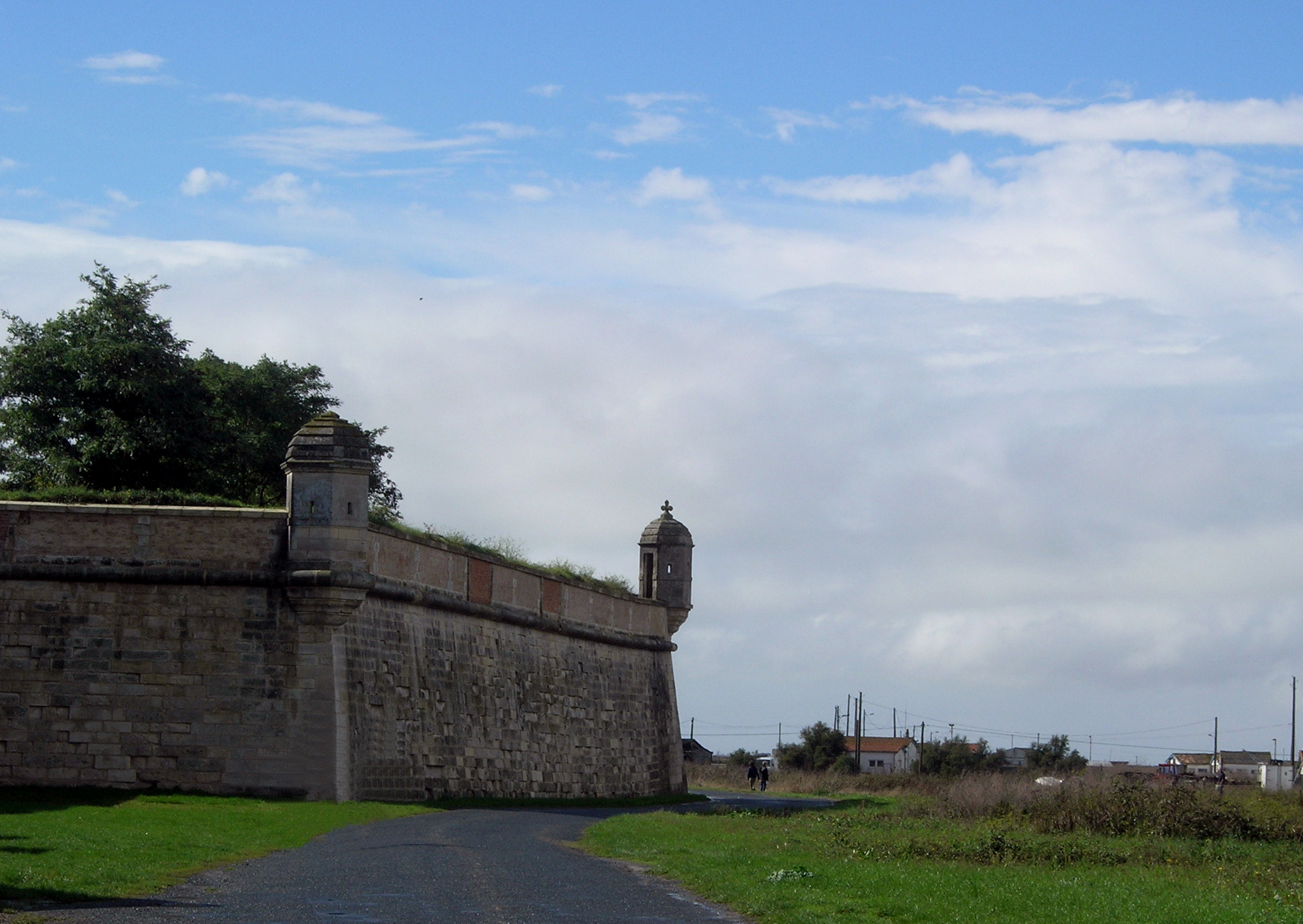
Remparts et échauguettes.
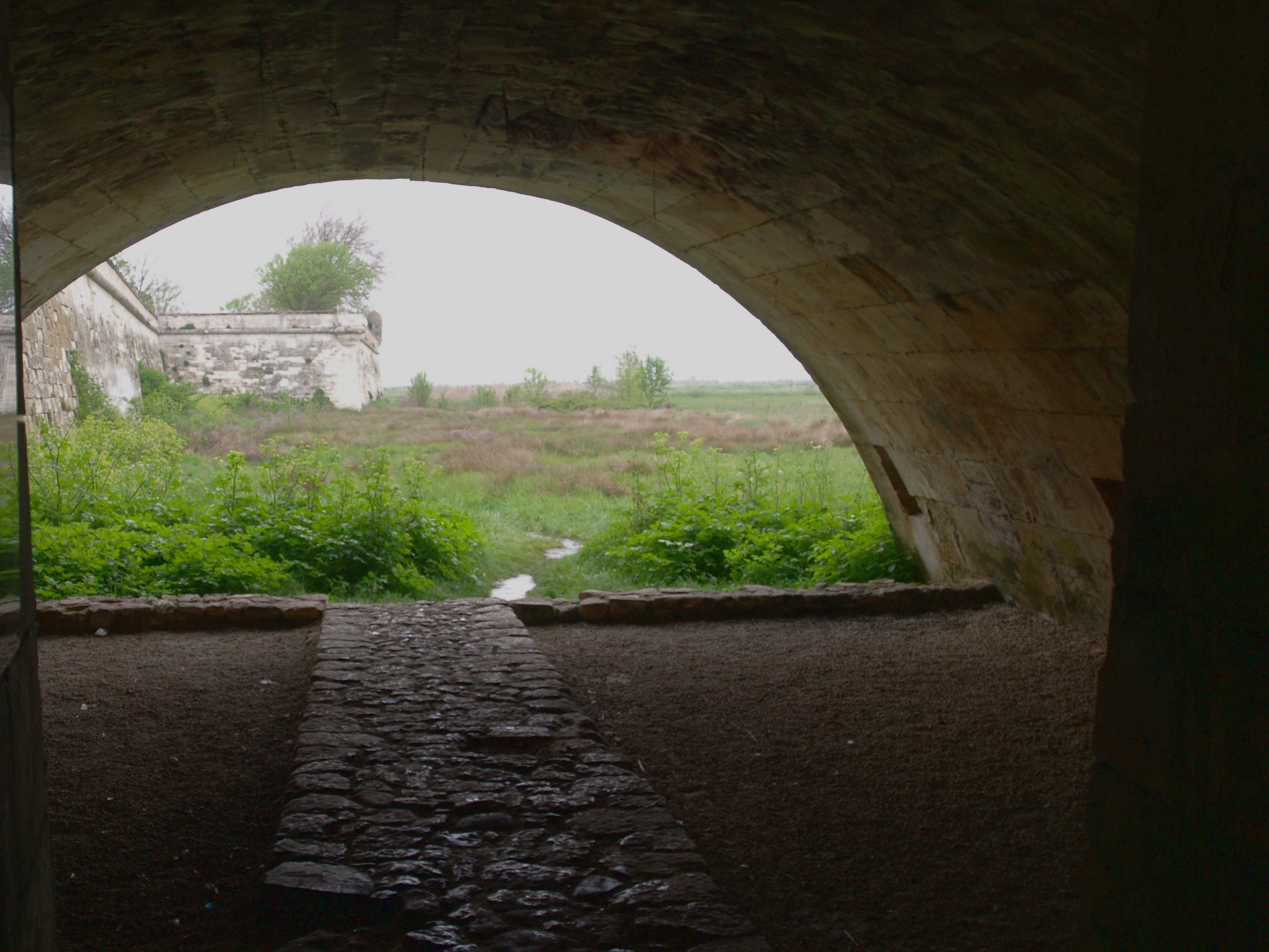
Port souterrain.
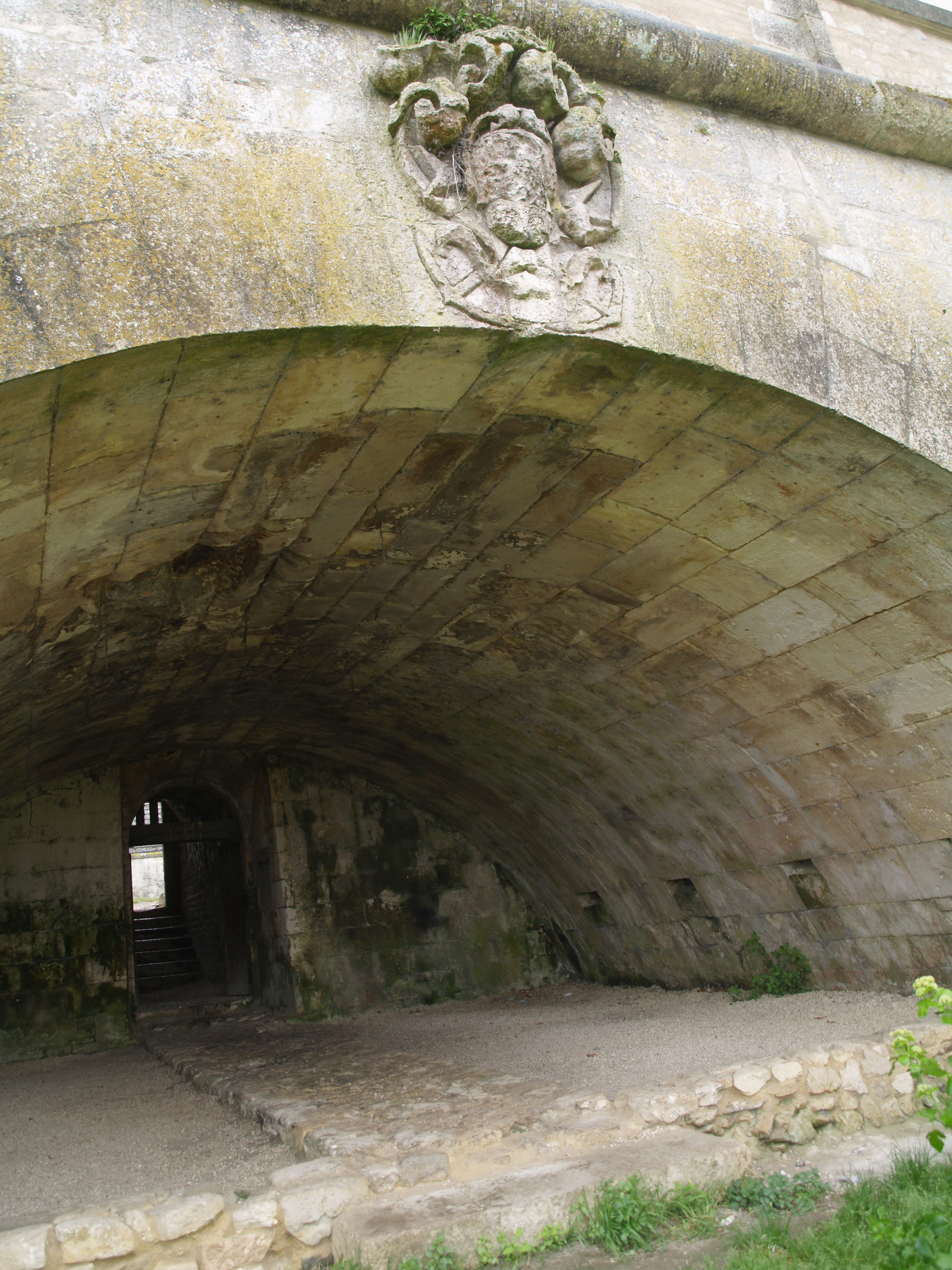
Port souterrain.

#### Les portes

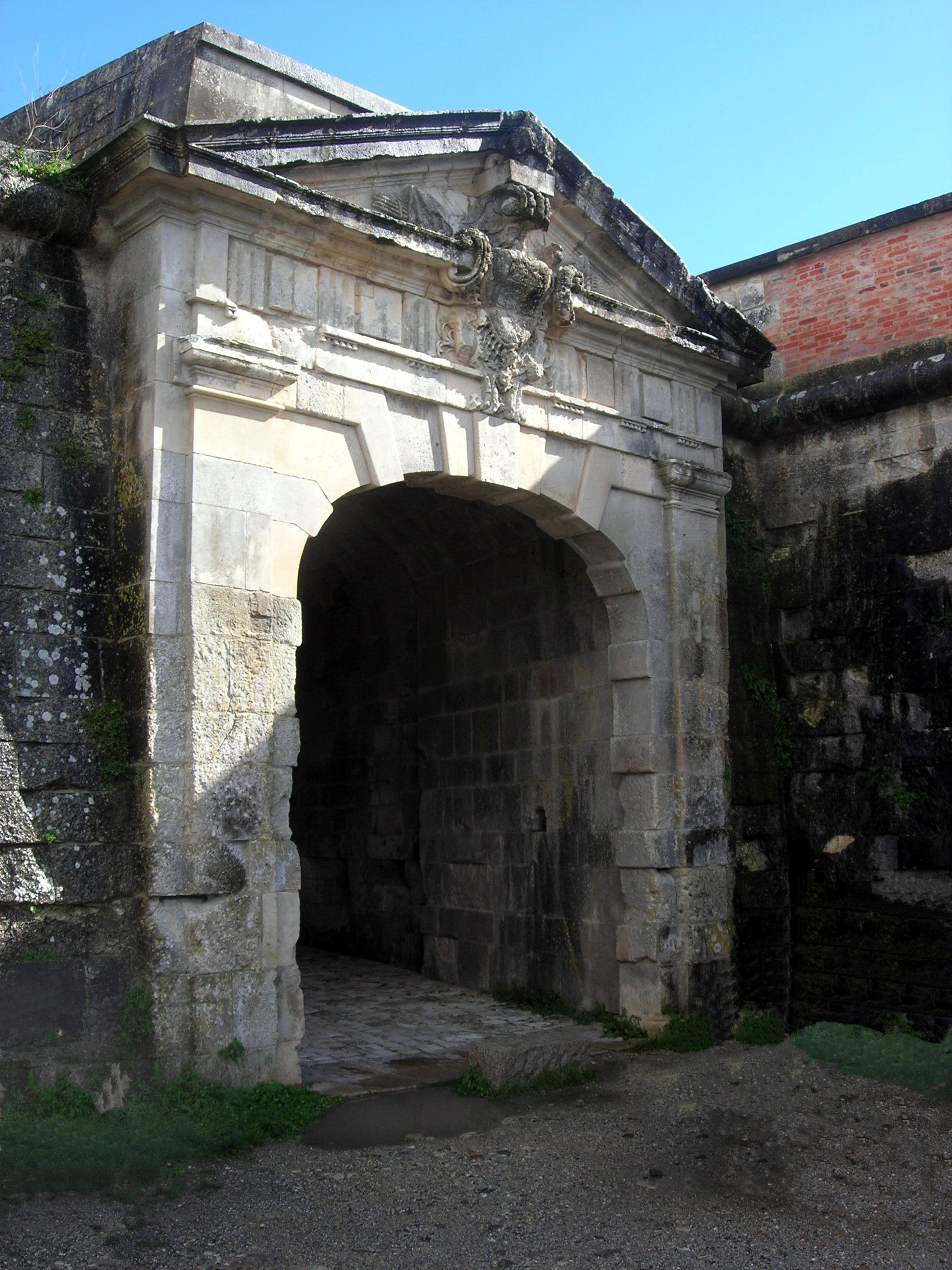
Porte Royale.

Elles furent construites en même temps que les remparts d'Argencourt.
- La porte Royale subsiste à peu près intacte. Elle donnait accès aux quais maritimes et était protégée extérieurement par une petite enceinte à pont-levis.
- La porte d'Hiers a été presque entièrement démolie et était protégée par des ouvrages avancés.

On pouvait aussi sortir de la ville par d'autres passages : deux poternes, la courtine de la mer, deux ports souterrains dans les flancs des bastions de La Brèche et d'Hiers pour une navigation en barque dans les fossés.

#### Les bâtiments militaires

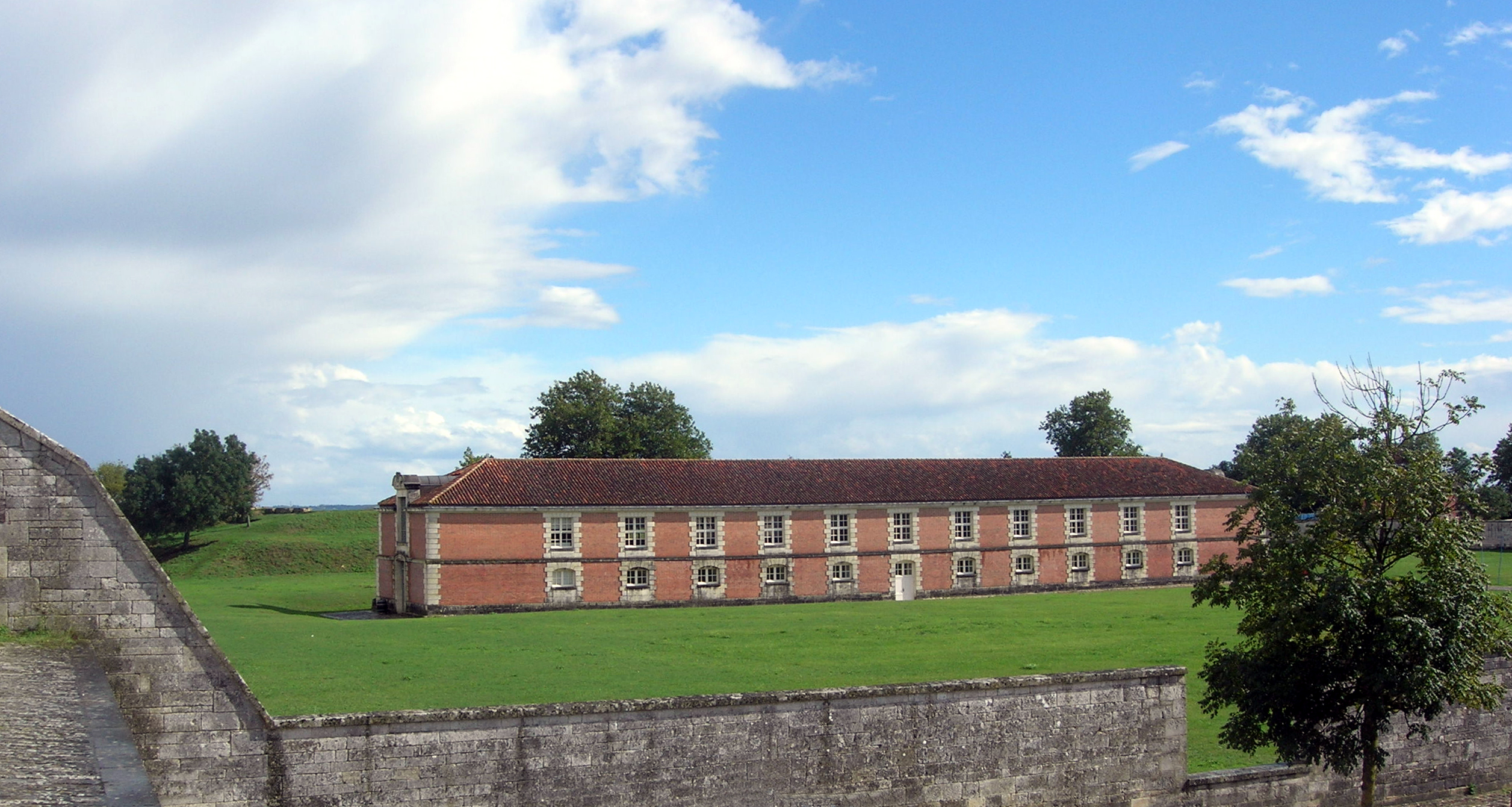
Halle aux vivres.

- La halle aux vivres comprenait un rez-de-chaussée et un étage. On y entreposait tout ce qui était en tonneau : le vin, la bière, la viande salée, etc. Le rez-de-chaussée pouvait contenir 700 barriques tandis qu'à l'étage, un plancher de chêne pouvait recevoir jusqu'à 300 tonnes de blé. Le bâtiment abrite actuellement une exposition du Centre européen d'architecture militaire.
- Les hangars de la porte Royale, adossés aux courtines, recevaient, selon les époques, ateliers d'armuriers, de forgerons, magasins aux bois, aux affûts de canons, écuries, etc.
- La tonnellerie.
- Les forges, adossées au bastion Royal.
- Les magasins à poudre, celui de François d'Espinay de Saint-Luc à quatre arcs-boutants contenait 30 tonnes de poudre, celui de La Brèche, édifié par Vauban en 1692, contenait 20 tonnes.

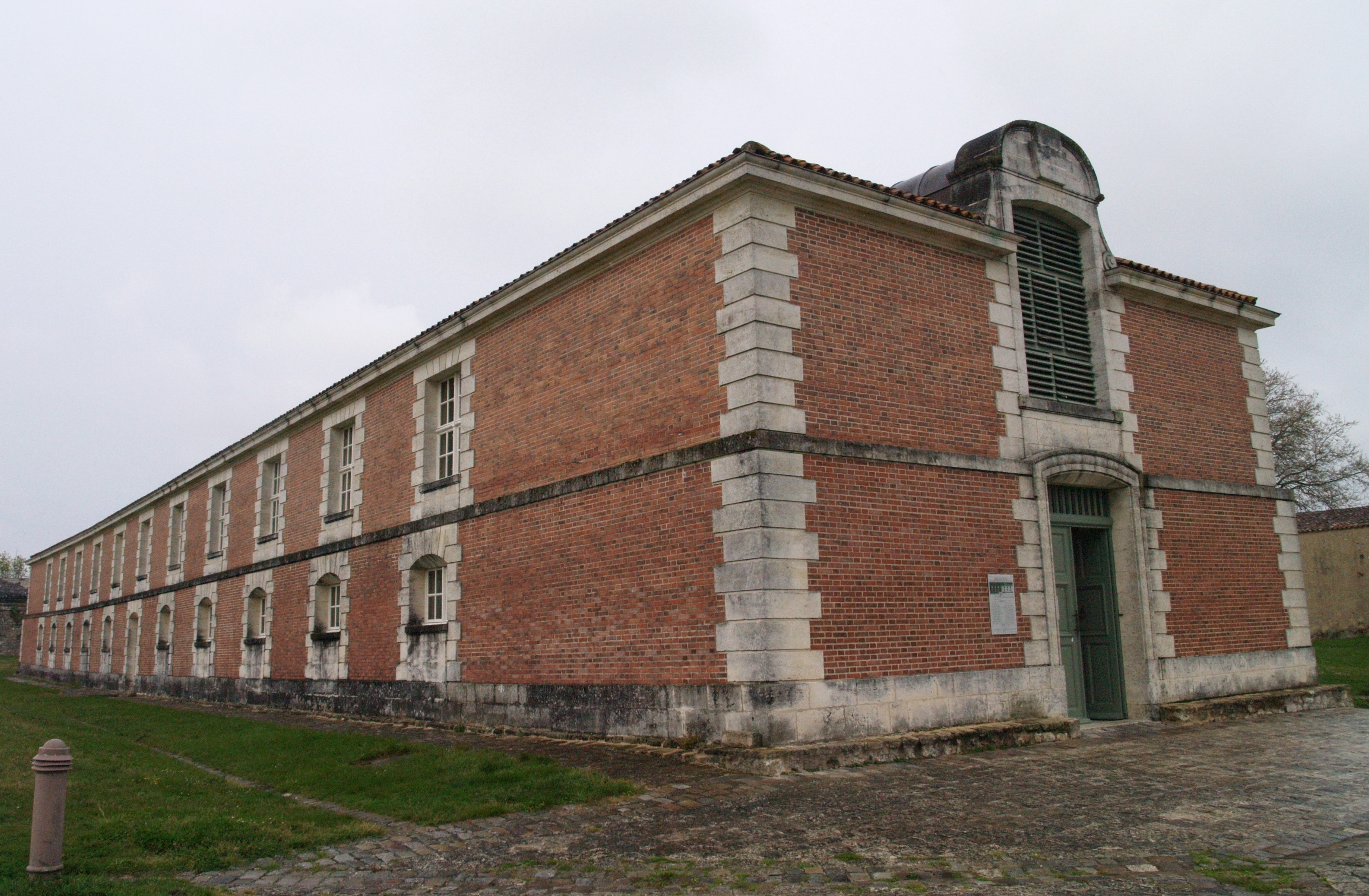
La Halle aux vivres.
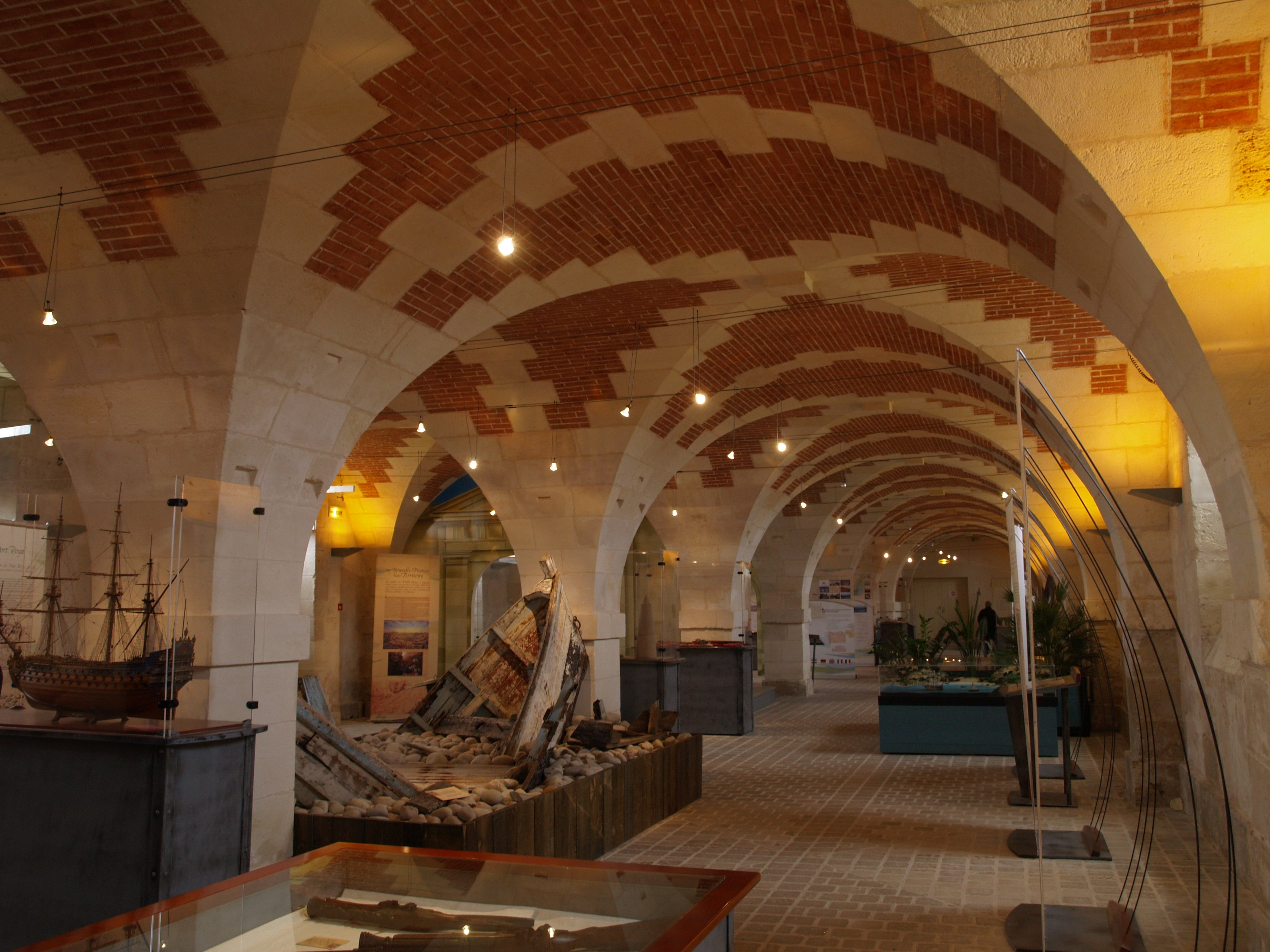
Intérieur de la Halle aux vivres.
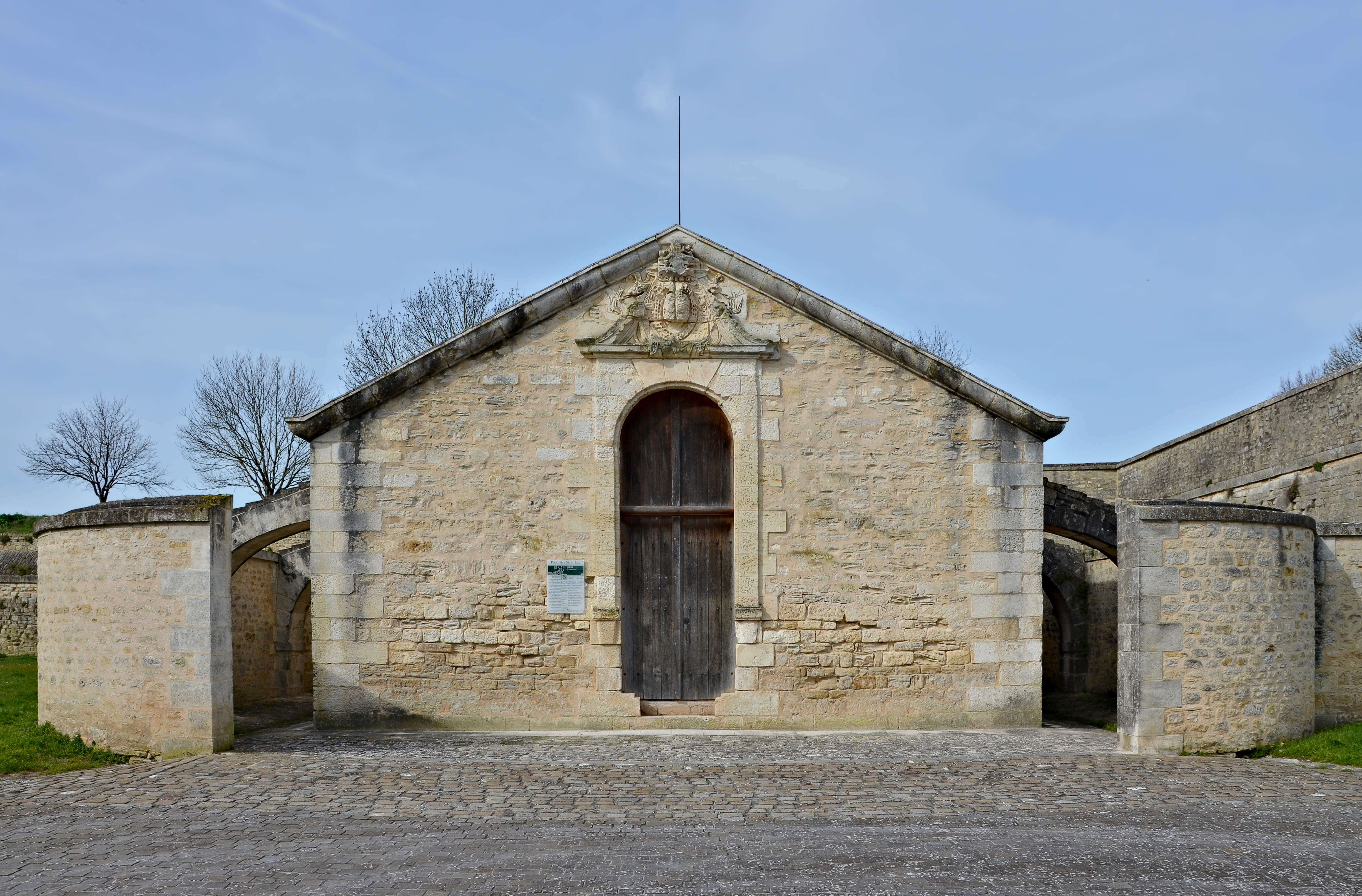
Magasin à poudre Saint-Luc.
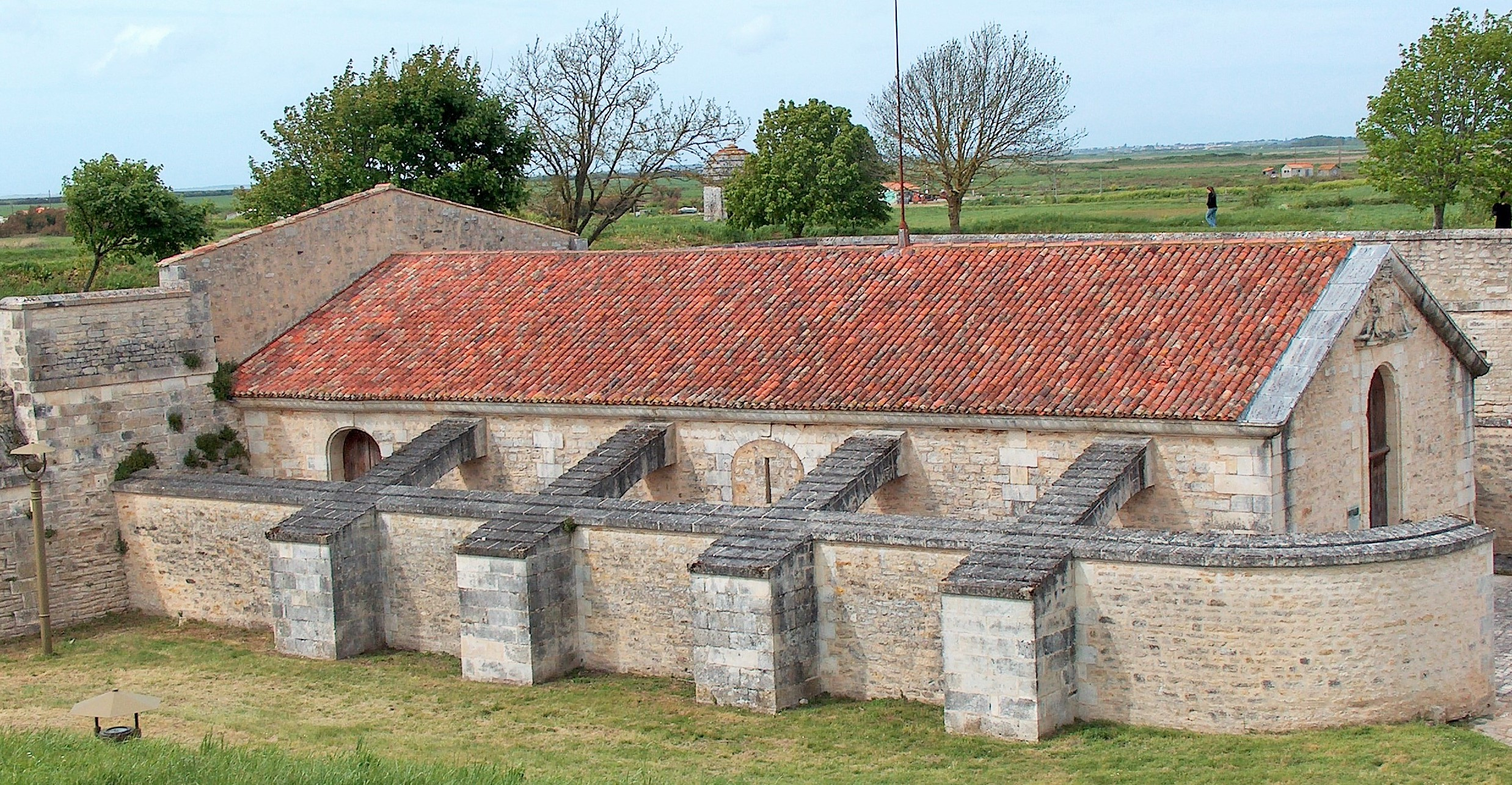
Magasin à poudre Saint-Luc.

#### Les bâtiments disparus
- Le palais du gouverneur reçut des hôtes de marque comme Richelieu, Louis XIII, Marie Mancini…
- Les casernes furent construites en 1637. Elles étaient composées de 72 chambres, abritant 648 hommes. Elles furent détruites en 1895.
- L'hôpital militaire, fondé en 1611 et agrandi progressivement.
- L'arsenal.
- La prison.
- Le moulin à poudre.

#### L'église Saint-Pierre-et-Saint-Paul

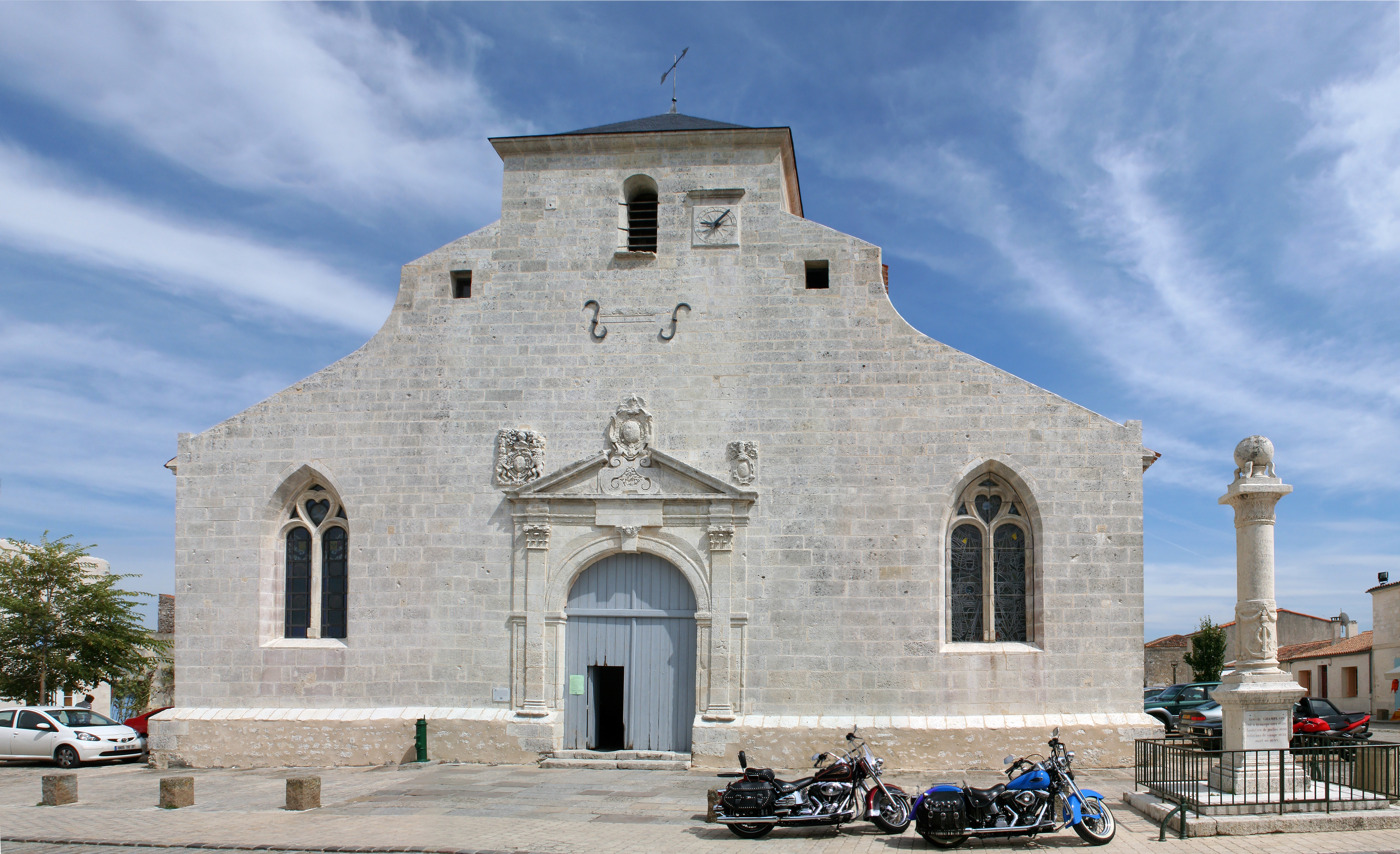
L'église Saint-Pierre-et-Saint-Paul, avec le monument à la mémoire de Champlain à droite.

L'église Saint-Pierre-et-Saint-Paul est ouverte au culte en 1608, l'année de la fondation de Québec. D'un point de vue architectural, il s'agit d'un édifice de transition entre le style gothique et le style Renaissance. Le clocher et une partie de la façade ont été repris à la fin du XVIIIe siècle après qu'une tempête eut causé des dégâts à cette partie de l'édifice en 1731. Ainsi, le portail est-il teinté d'influences classiques, lesquelles s'expriment par la présence de pilastres et un fronton triangulaire.
À l'intérieur, des vitraux retracent des épisodes de la fondation de la Nouvelle-France. L'un d'entre eux dépeint la fondation de la ville de Québec, tandis qu'un autre, offert par le Nouveau-Brunswick, représente le poste de l'île Sainte-Croix, fondé en 1604 par Pierre Dugua de Mons. Enfin, une autre verrière évoque la fondation de Jacopolis sur Brouage en 1555.

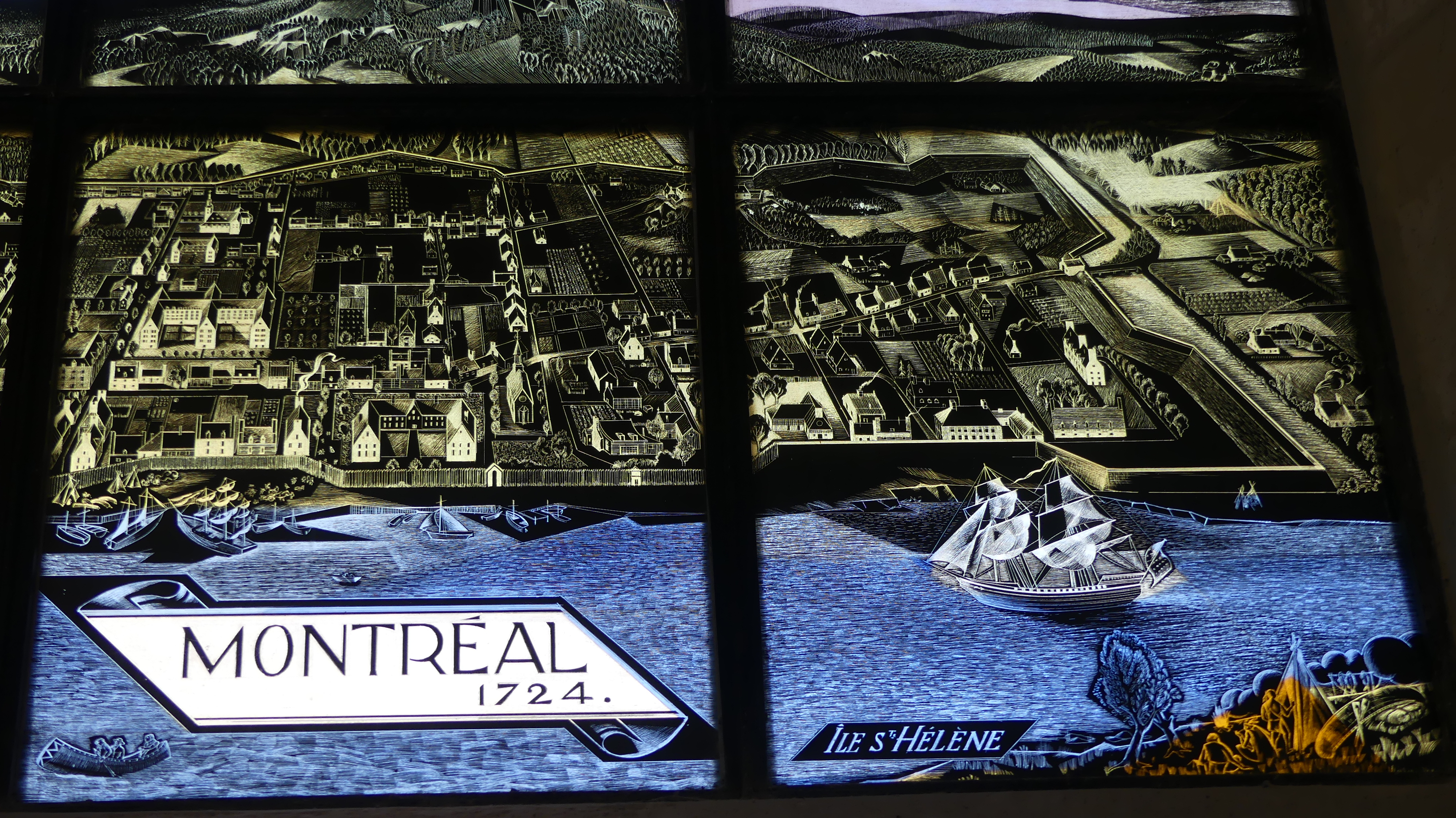
L'église Saint-Pierre-et-Saint-Vincent est ornée de vitraux témoignant des liens d’amitié qui unissent la France et le Québec.

Six des neuf vitraux sont l’œuvre de l’artiste Nicolas Sollogoub.
L'église abrite également une Vierge du XVIIIe siècle, un ex-voto représentant un navire du début du XXe siècle, ainsi que le tombeau de l'ancien gouverneur de la place de Brouage, Claude d'Assigné, marquis de Carnavalet, décédé le 10 septembre 1685.
En hommage au sacrifice de nombreux Canadiens pour la libération de la France en 1944, un casque de soldat canadien retrouvé à Dieppe est accroché au mur de l'église.
Après être revenu de Québec en 1629,Samuel de Champlain aurait prié dans l'église pour que le Canada pris par les Anglais soit restitué à la France en faisant vœu de faire construire à Québec une église dédiée à Notre-Dame de Recouvrance. Ce vœu se réalisa et une plaque commémorative le rappelle dans l'église : Ici Champlain a prié et a été exaucé.

#### L'église Saint-Hilaire

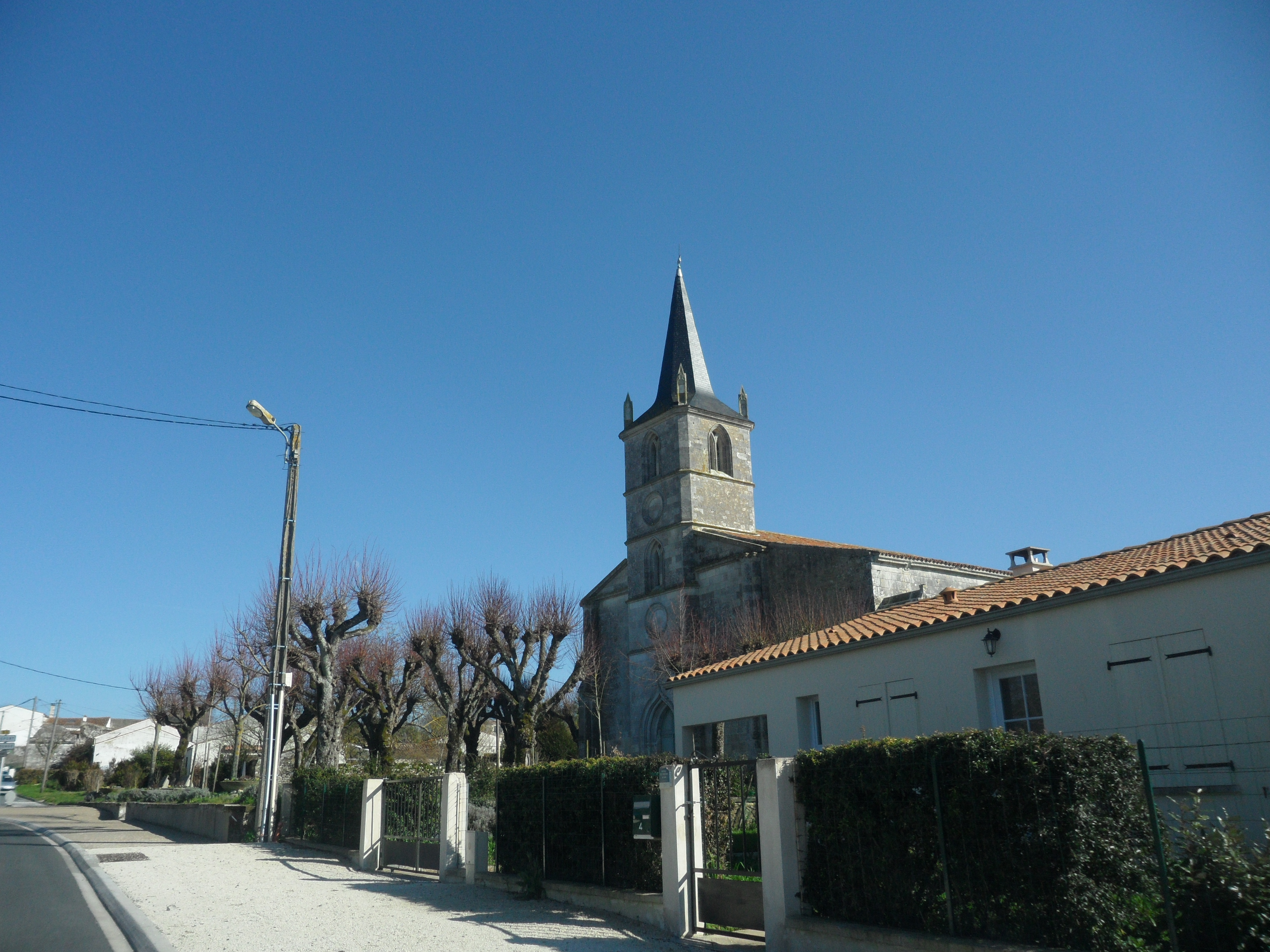
L'église Saint-Hilaire de Hiers.

Fondée au XIIe siècle, l'église Saint-Hilaire est le plus ancien monument de la commune. Construite sur l'ancienne île de Hiers, elle est une église prieurale avant de devenir paroissiale. Le sanctuaire roman est presque entièrement reconstruit au XVe siècle, ainsi qu'en témoignent les fenêtres ogivales à remplage flamboyant, les voûtes à croisées d'ogives et la porte nord (aujourd'hui murée), surmontée d'un gâble en accolade. Très éprouvée par les déprédations consécutives aux guerres de religion, elle est partiellement reconstruite au XVIIe siècle, mais est amputée de plusieurs travées.
La façade est la partie la plus récente de l'édifice et ne date que de 1862. Elle intègre un clocher de faible hauteur, surmonté d'une flèche en ardoise.
Tout comme l'église Saint-Pierre, l'église Saint-Hilaire est basée sur un plan rectangulaire à trois vaisseaux. À quelques mètres du sanctuaire, une maison d'habitation conserve quelques éléments de l'ancien prieuré, datés du XVIIe siècle.

#### Logis de la Blanchardière

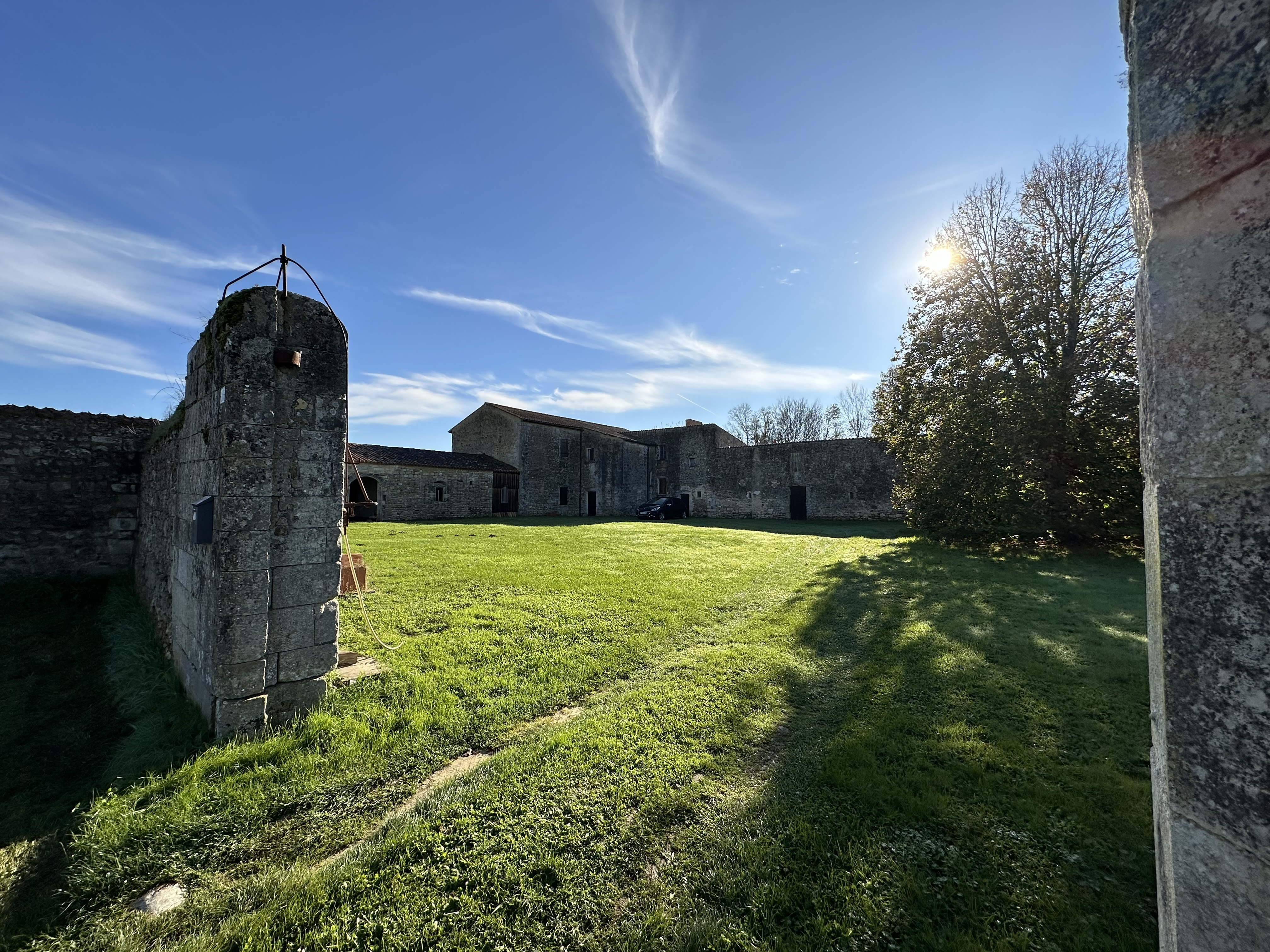
Cour du logis de la Blanchardière à Hiers-Brouage

Appartenant au bourg de Hiers (86, rue de Beaugeay), le logis de la Blanchardière domine le marais de Brouage ; le fief de la Blanchardière est attesté dès le XVe siècle et servit de base arrière aux troupes protestantes lors du siège de 1585. Les plans anciens figurent un ensemble bâti organisé autour d’une cour carrée, le logis occupant l’angle sud-est et flanqué d’une tour d’escalier polygonale.
En 2020, un diagnostic préventif de l’Inrap, mené dans la cour, a confirmé l’existence de bâtiments accolés aux façades nord et ouest : à l’ouest, un front bâti large de 7,30 m, doté au sud d’un mur de refend et de sols pavés, interprétés comme une étable ou écurie ; au nord, un alignement qui pourrait former un seul ensemble. Les structures affleurent sous la terre végétale et témoignent d’une destruction récente.
Au XVIIe siècle, la seigneurie « appartenait, en 1655, à noble homme Charles Duhamel, capitaine pour le service du roi » ; le terrier et censif furent dressés le 4 juillet 1656 par le notaire Jean Sorit, en présence du seigneur et « du plus grand nombre des tenanciers », avec bornage en vertu des lettres royales et arpentement par Élie de la Berche, le duc de Richelieu étant seigneur contigu d’Hiers et de Brouage.
À la génération suivante, un acte de partage du 13 février 1693 mentionne les enfants Duhamel, permettant de reconstituer la réserve de la seigneurie. Au XIXe siècle et lors de la première moitié du XXe siècle, le logis de la Blanchardière était la propriété de la famille Bouillaud (aussi orthographié Bouilleaud), établie sur la terre de la Blanchardière depuis au moins le XVIe siècle,.

#### Bâtiments modernes

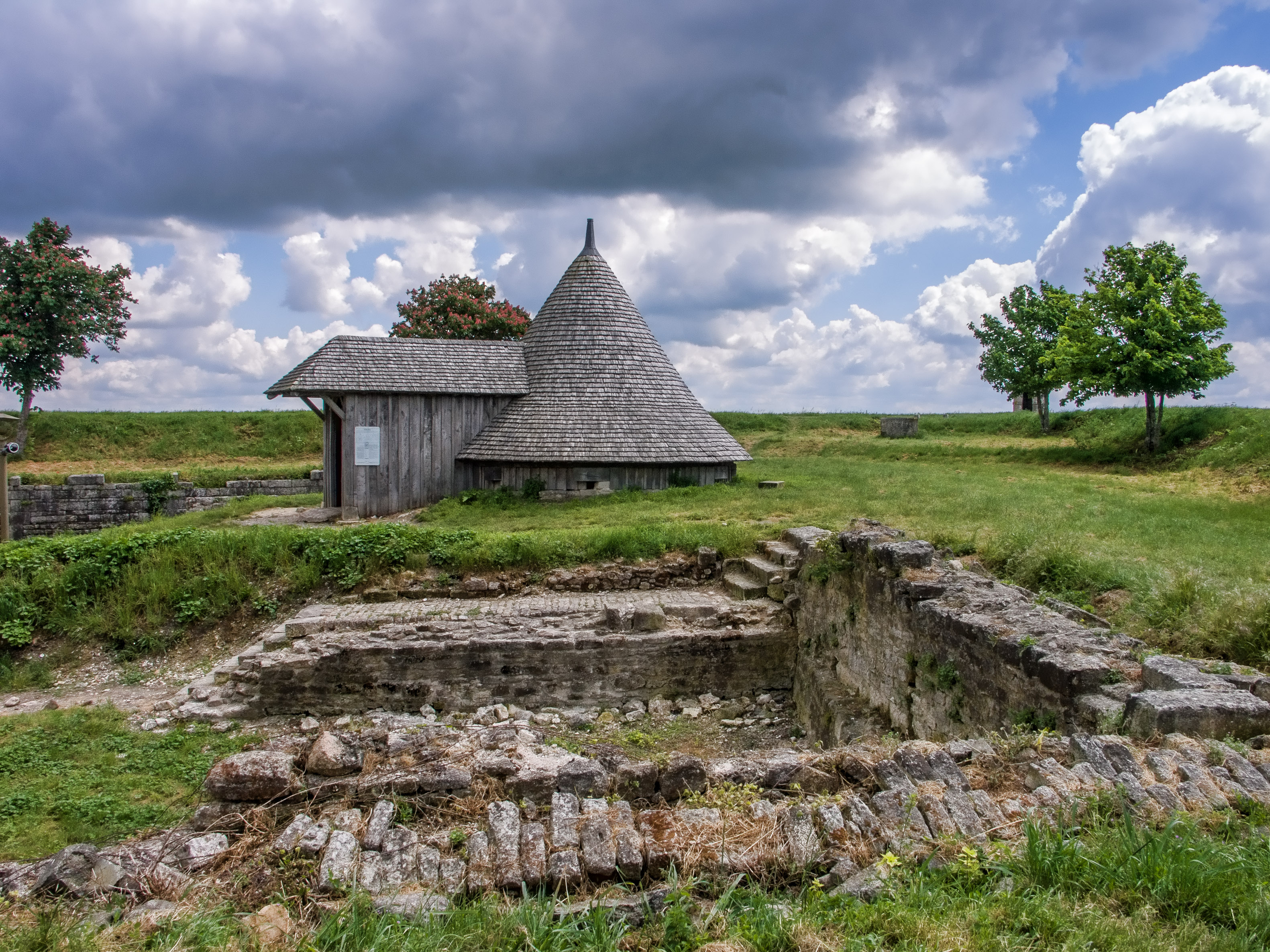
Glacière.

- La glacière, bâtiment disparu puis reconstitué récemment à l'identique : constituée d'un réservoir artificiel semi-enterré. Le bâtiment était protégé des variations climatiques par l'épaisseur du bastion Richelieu (le mieux protégé du vent et de la pluie) et par le choix de son ouverture au nord. Elle était située non loin de l'hôpital qui était grand consommateur de glace pour la préparation des remèdes. Elle permettait également d'offrir aux hôtes de marque des entremets et sorbets !
- Le mémorial Champlain ainsi que les jardins ont été financés par le Québec.

### Patrimoine environnemental

#### Marais de Brouage

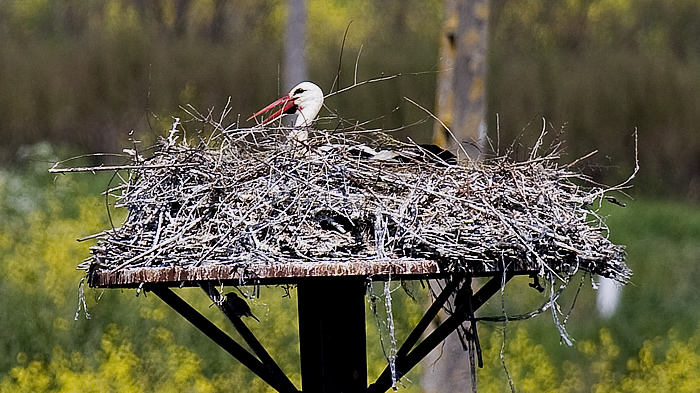
Nid de cigognes du marais de Brouage.

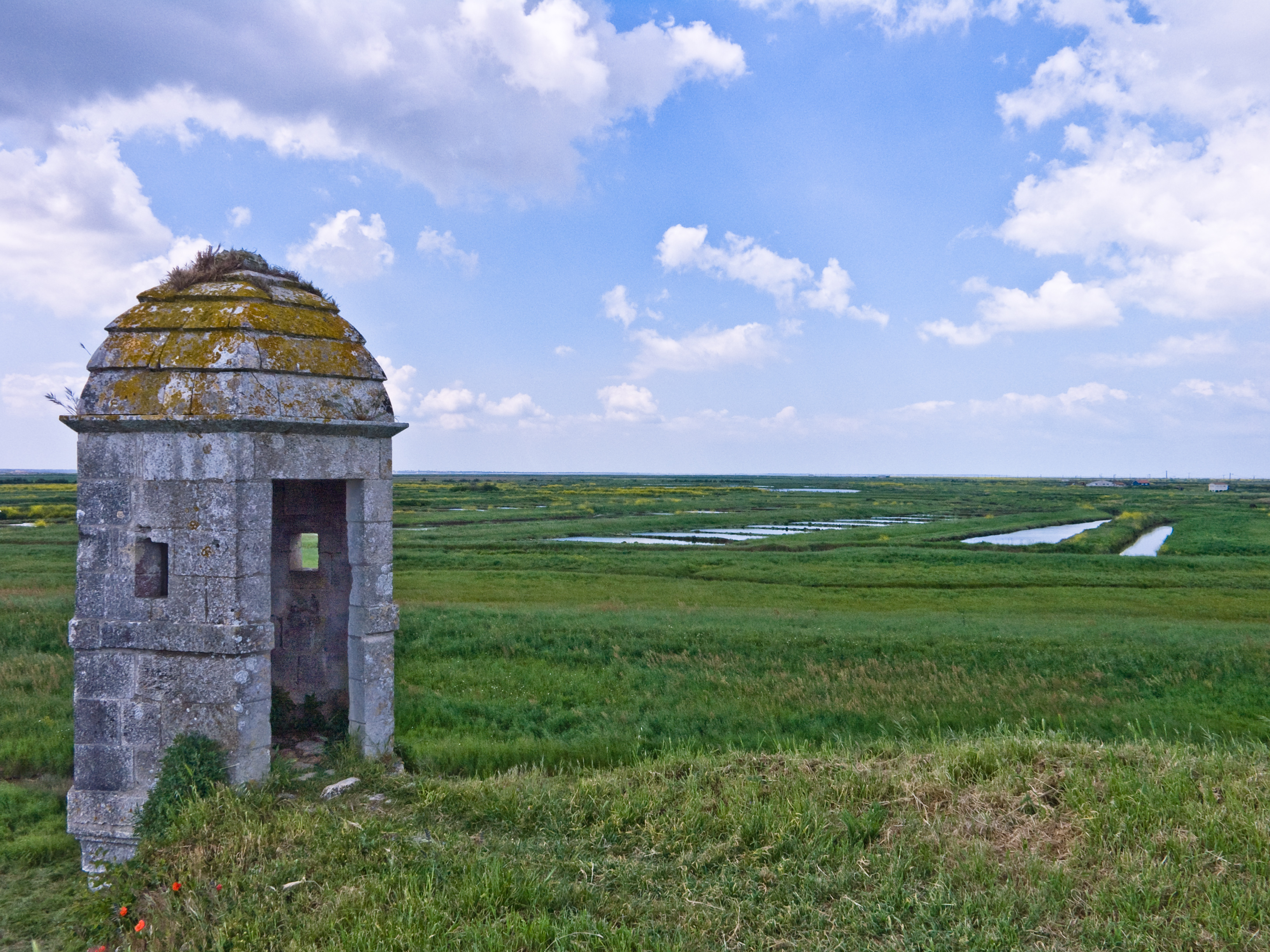
Brouage au milieu des marais.

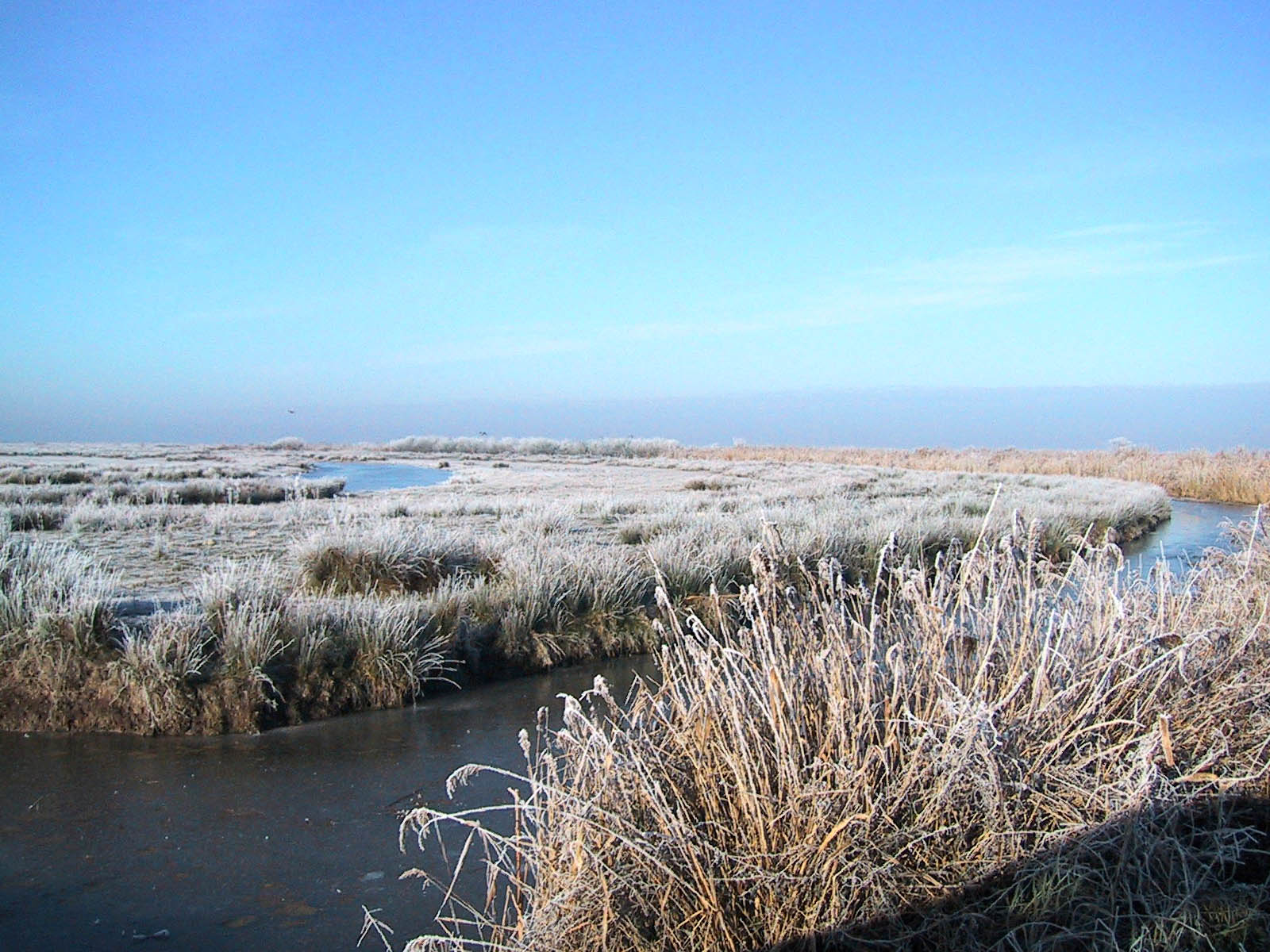
Marais de Brouage en hiver.

Le marais de Brouage est une zone classée Natura 2000. On y trouve notamment une faune riche mais souvent menacée : cistudes (Emys orbicularis, tortues d’eau douce menacées de disparition en Europe), lucanes (cerf-volant) et loutres.
Ces marais sont surtout connus par le grand public pour abriter plus de 150 espèces d’oiseaux. C’est un lieu de nidification des hérons cendrés (Ardea cinerea), Héron pourpré (Ardea purpurea) et aigrettes.
Les cigognes blanches (Ciconia ciconia) y nichent depuis 1978. La région arrive en seconde position après l'Alsace pour l'accueil des cigognes.

### Culture
Chaque année au mois d'août a lieu à Brouage les Sites en scène organisé par le conseil général de la Charente-Maritime qui est un festival d'arts de la rue et pyrotechnique au sein de la place forte.
L'office de tourisme de Brouage propose des visites guidées de la place forte. Des veillées contées aux flambeaux ont parfois lieu en saison. De nombreuses expositions temporaires sont de plus proposées dans les divers bâtiments historiques de la cité.
Tout au long de l'année, de nombreuses manifestations sont proposées. En 2007 avaient lieu : chasse aux œufs de Pâques, jumping des citadelles (concours hippique), foire aux fleurs et produits régionaux, randonnée pédestre, concert des jeunes talents, défilé Belle Époque, concours de chiens costumés, fête des moules et brocante géante.

## Équipements ou services
Excepté une poste présente dans la commune, la plupart des services publics sont situés dans la ville de Marennes, toute proche.

### Transports
Par la route, Hiers et Brouage ne sont distants que d'environ deux kilomètres par la D 2, petite route de marais qui les relie à Marennes, au sud-ouest (à 3 km de Hiers) et à Moëze, au nord-est (à 5 km de Brouage). Une intersection au centre du bourg de Hiers permet de rejoindre Beaugeay. La route D 123 reliant Marennes à Rochefort, très fréquentée l'été, longe le canal de la Charente à la Seudre et coupe la commune au sud-est. La portion de cette route a été mise à 2 fois 2 voies dans la traversée de la commune et ne permet pas d'accéder à la citadelle.
Les marais de Brouage sont également très accessibles aux vélos. La voie verte de Cabariot à Brouage permet de rejoindre Rochefort par un chemin longeant les canaux. Au lieu-dit Bellevue, la traversée du canal s'effectue grâce à un pont tournant.
L'aéroport de Rochefort-Saint-Agnant, à 10 km de Brouage, permet notamment des liaisons à bas cout vers Londres.

### Enseignement
La commune possède une école élémentaire située à Brouage.

## Vie locale

### Vie associative
La commune compte quelques associations : club des anciens, association communale de chasse agréée, fédération nationale des anciens combattants en Algérie, association Aunis et Saintonge Brouage Quebec. l'Amicale des parents délèves de l'école de Hiers-Brouage, le club photo "le HIC" .

### Environnement
La communauté de communes du Bassin de Marennes a mis en place une collecte sélective des emballages ménagers. Les déchets ménagers sont acheminés à l’usine d’incinération de Saint-Pierre-d'Oléron tandis que les emballages recyclables sont transportés au centre de tri de Rochefort.

## Personnalités liées à la commune

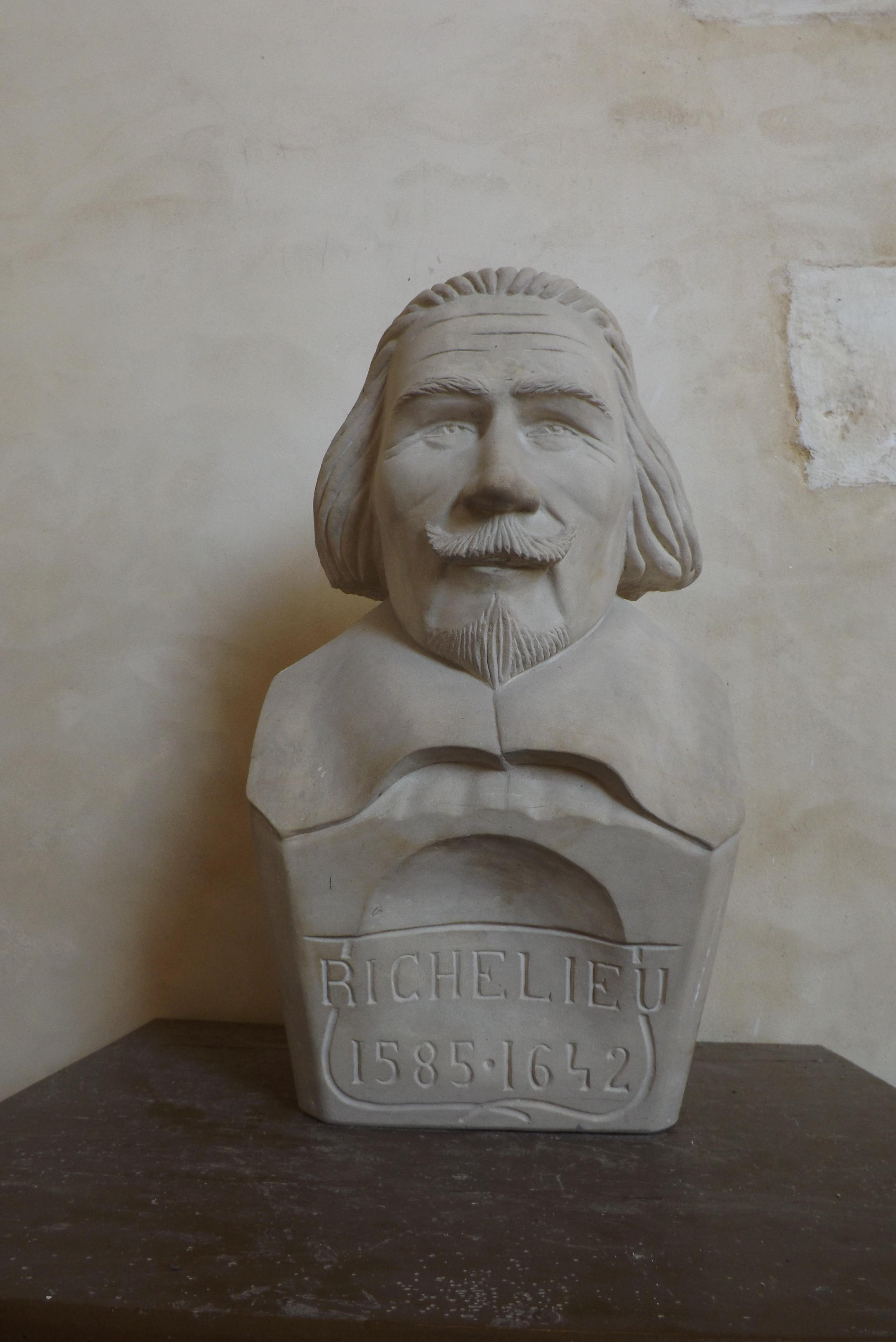
Buste de Richelieu dans l'église de Brouage.

- Jacques de Pons, fondateur de Jacopolis sur Brouage en 1555.
- Charles IX, roi de France, visita Brouage en 1565.
- Henri de Navarre, futur roi de France, séjourna à Brouage en 1576.
- Henri III roi de France, acquiert Brouage par échange en 1578
- Samuel de Champlain, né (peut-être) à Brouage entre 1567 et 1574, navigateur, cartographe, explorateur, chroniqueur... et fondateur de la ville de Québec en 1608.
- Louis Houël, né à Brouage, ami de Samuel de Champlain, conseiller du roi et régisseur, a donné son nom à la ville de Rivière-Ouelle au Québec.
- Louis XIII, roi de France, visite Brouage en 1628.
- Richelieu, cardinal, gouverneur de Brouage en 1627.
- Pierre de Conti, seigneur de la Mothe d'Argencourt, ingénieur, réalise les nouvelles enceintes de Brouage entre 1628 et 1630 et entre 1633 et 1640.
- Mazarin, cardinal, successeur de Richelieu, gouverneur de Brouage en 1653.
- Marie Mancini, a séjourné à Brouage entre septembre et décembre 1659, venant de La Rochelle où son oncle Mazarin l'avait envoyée en juillet avec deux de ses sœurs pour l'éloigner de Louis XIV
- Vauban, ingénieur et architecte militaire, modernise les bastions et le chemin de ronde en 1685.
- Charles Trouard de Riolles (1743-1812), maréchal de camp des armées de la Royauté y est décédé.
- Charles Leber du Carlo, cartographe reconnu pour son plan de Brouage de 1627. Il est un ami intime de Samuel de Champlain.

## Héraldique
| Blason | Blasonnement : Mi-parti : au 1er d'argent à la fasce bandée d'or et de gueules, au 2e d'argent aux trois chevrons de gueules, sur le tout d'azur aux trois fleurs de lys d'or. Commentaires : Pour la commune fusionnée. |